# Platforma Obywatelska
Platforma Obywatelska (PO) – polska partia polityczna o charakterze centrowym, założona (początkowo jako stowarzyszenie) 24 stycznia 2001 (jako partia pod nazwą Platforma Obywatelska Rzeczypospolitej Polskiej zarejestrowana 5 marca 2002). Skupia osoby głównie o poglądach socjalliberalnych i liberalno-konserwatywnych (był to główny nurt w początkowych latach istnienia formacji). W początkowym okresie istnienia ugrupowanie prezentowało liberalne poglądy gospodarcze i konserwatywne stanowisko w sprawach światopoglądowych, w późniejszym okresie stopniowo przesuwając się w lewo. Według badań w początkowych latach PO popierał głównie elektorat prawicowy i centrowy, zaś lewicowy w znikomym stopniu. W drugiej połowie lat 2000. elektorat lewicowy zaczął niewiele ustępować centrowemu i prawicowemu. W drugiej dekadzie XXI wieku PO stała się partią popieraną w dominującym stopniu przez elektorat centrowy i lewicowy, zaś przez prawicowy w niewielkim stopniu. Gospodarczo PO deklaruje w ostatnich latach elementy społecznej gospodarki rynkowej.
Głównymi założycielami PO byli Andrzej Olechowski (uzyskał 2. wynik w wyborach prezydenckich w 2000), Maciej Płażyński (ówczesny marszałek Sejmu, wcześniej w AWS) i Donald Tusk (ówczesny wicemarszałek Senatu, wcześniej w Unii Wolności). W latach 2007–2015 Platforma Obywatelska była największą siłą polityczną w Sejmie oraz Senacie i wspólnie z Polskim Stronnictwem Ludowym tworzyła koalicję rządową, która była zapleczem parlamentarnym rządu (do 2014 Donalda Tuska, od 2014 Ewy Kopacz). W latach 2015–2023 PO była największą siłą opozycyjną w polskim parlamencie (przy czym od 2019 stanowiła trzon większości senackiej), była nią też w latach 2001–2007. Od 2019 PO jest trzonem Koalicji Obywatelskiej, która od 2023 jest najsilniejszą formacją koalicji rządzącej, współtworząc rząd Donalda Tuska wraz z Trzecią Drogą (sojuszem tworzonym przez Polskę 2050 i PSL) i Lewicą. W latach 2004–2019 i od 2024 ugrupowanie posiadające najliczniejszą spośród polskich partii reprezentację w Parlamencie Europejskim (w PE należy do frakcji Europejskiej Partii Ludowej). W latach 2009–2012 członek PO Jerzy Buzek był przewodniczącym PE. Od 2010 do 2015 wysunięty przez PO Bronisław Komorowski sprawował urząd Prezydenta Rzeczypospolitej Polskiej. W latach 2014–2019 Donald Tusk (od 2003 do 2014 przewodniczący, następnie honorowy przewodniczący, a od 2021 ponownie przewodniczący PO) pełnił funkcję przewodniczącego Rady Europejskiej. W latach 2019–2022 był on przewodniczącym międzynarodówki EPL, której członkinią jest PO.

## Historia PO

### Geneza

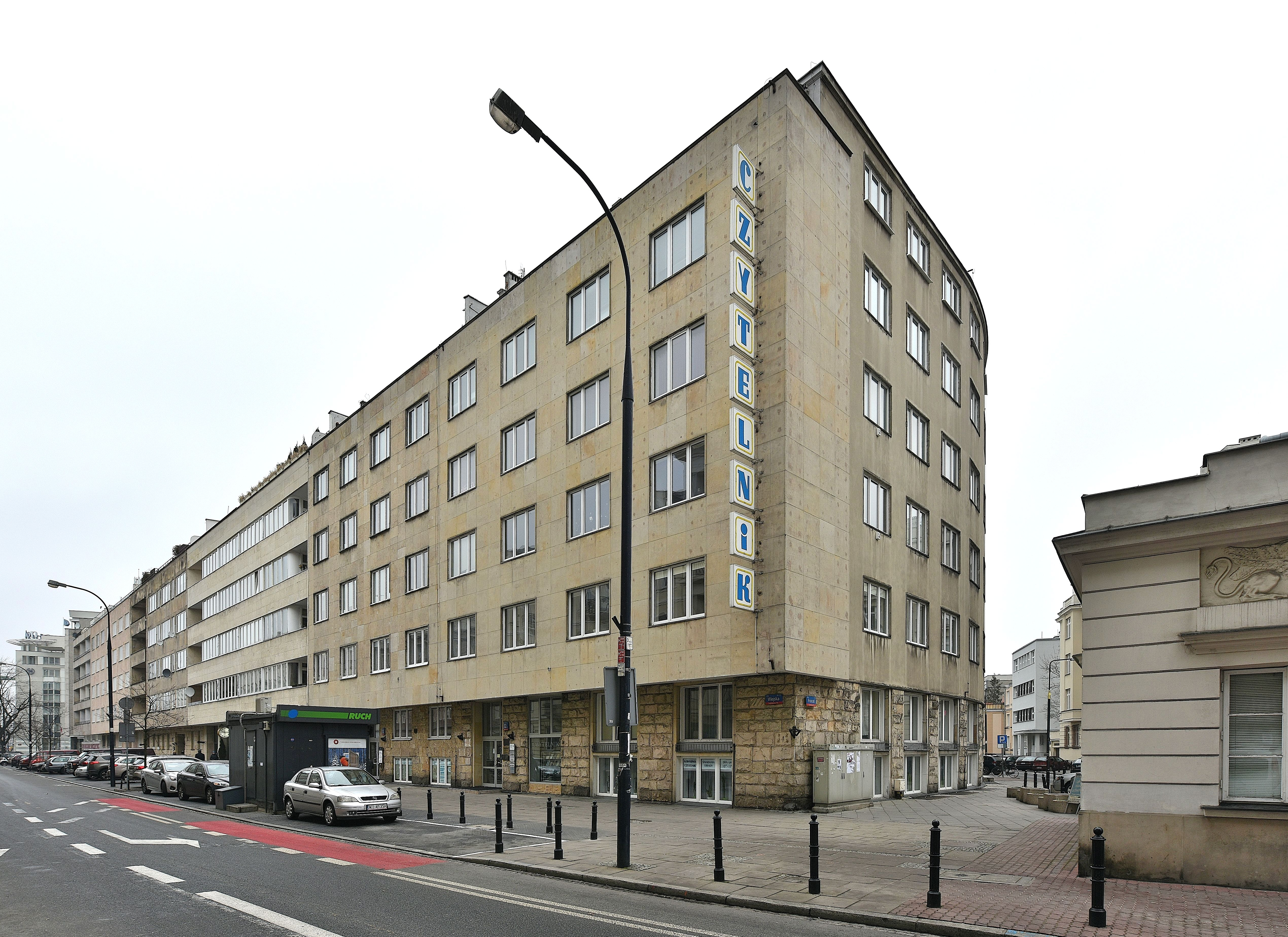
Siedziba Biura Krajowego PO przy ul. Wiejskiej 12a w Warszawie

Platforma Obywatelska powstała w styczniu 2001. Jej powstanie wiązało się m.in. z konfliktami w ramach koalicyjnego ugrupowania Akcja Wyborcza Solidarność, niezadowoleniem w szeregach Unii Wolności oraz wynikami wyborów prezydenckich w 2000. Inicjatorami nowego przedsięwzięcia było trzech polityków – Donald Tusk (który przegrał wcześniej walkę o przywództwo w UW stosunkiem głosów 261:338 z Bronisławem Geremkiem, po czym wraz z grupą swoich zwolenników, głównie wywodzących się z dawnego KLD, opuścił partię), Maciej Płażyński (ówczesny marszałek Sejmu, który opuścił rządzącą Akcję Wyborczą Solidarność i partię Ruch Społeczny AWS) oraz Andrzej Olechowski (który rok wcześniej ubiegał się o urząd prezydenta jako kandydat niezależny, zajmując 2. miejsce). 24 stycznia 2001 w Hali Olivia w Gdańsku odbył się zjazd założycielski nowego ugrupowania – Platformy Obywatelskiej. Inicjatorów nowego ugrupowania zaczęto określać mianem trzech tenorów. Wzmacnianiu nowej formacji sprzyjał napływ polityków związanych wcześniej z UW i AWS, a także nawiązanie bezpośredniej współpracy ze Stronnictwem Konserwatywno-Ludowym (na czele z Janem Rokitą i Bronisławem Komorowskim). W połowie marca 2001 poparcie dla PO kształtowało się na poziomie 15–20%, co dawało jej drugie miejsce za SLD-UP (ok. 45%), a przed AWS i PSL (po ok. 10%). Od początku życzliwie do formowania się nowej partii odnosił się były prezydent Lech Wałęsa.

### 2001–2005
Pierwszymi wyborami, w których wzięło udział nowe ugrupowanie, były wybory do Sejmu i Senatu w 2001. Przed sformułowaniem list PO zdecydowała się na przeprowadzenie prawyborów, które wyłoniły kandydatów partyjnych. Jeszcze w maju, w obliczu rosnącej przewagi koalicji SLD-UP, zawiązano porozumienie wyborcze z AWS, UW, PiS i ROP, co zaowocowało wystawieniem wspólnej listy wyborczej kandydatów do Senatu – Blok Senat 2001. Z kolei z list PO do Sejmu kandydowali także działacze Unii Polityki Realnej. W wyborach PO uzyskała 12,7% głosów, co zapewniło jej drugie miejsce. Przywódcy partii odmówili udziału w koalicji z SLD i tym samym Platforma stała się największym klubem opozycyjnym wobec rządu Leszka Millera. Wkrótce po wyborach Klub Parlamentarny PO opuściła grupa działaczy SKL z Arturem Balazsem na czele, sprzeciwiających się rozwiązaniu tej partii (założyli oni następnie Koło Poselskie SKL).
W początkowym okresie rządów koalicji SLD-PSL-UP poziom poparcia dla Platformy wynosił ok. 10% (podobnie jak PiS), traciła natomiast koalicja rządząca (ok. 35%), zyskiwała zaś Samoobrona RP (ok. 18%). PO stała się w tym czasie jedną z głównych krytycznych sił wobec rządu Leszka Millera. W jej imieniu szczególnie często występowała posłanka Zyta Gilowska, która krytykowała kolejne pomysły ministra finansów Grzegorza Kołodki, w tym tzw. abolicję podatkową. 5 marca 2002 Platforma Obywatelska Rzeczypospolitej Polskiej została wpisana do ewidencji partii politycznych pod numerem 131. Przed wyborami samorządowymi w 2002 Platforma zawarła porozumienie z Prawem i Sprawiedliwością (tzw. POPiS), które zajęło 1. miejsce w wyborach do sejmików w dwóch spośród czternastu województw, w którym startowało, a w każdym z nich uzyskało mandaty (w trzynastu województwach zwyciężyła koalicja SLD-UP, a w jednym LPR). Według sondaży partia pozostawała jednak w trudnej sytuacji – w grudniu 2002 poparcie dla niej kształtowało się na poziomie 10%, co dawało jej szóste miejsce – za SLD-UP (32%), Samoobroną RP (14%), PiS (14%), LPR (11%) oraz PSL (11%). W 2003 doszło też do zmiany na szczytach władzy w partii – jej przewodniczący oraz szef klubu parlamentarnego Maciej Płażyński zrezygnował z członkostwa w ugrupowaniu. Nowym przewodniczącym partii został Donald Tusk. Początkowo objął on również stanowisko przewodniczącego klubu parlamentarnego, jednak jeszcze w tym samym roku zastąpił go Jan Rokita. W tym samym roku Jan Rokita został także jednym z członków sejmowej komisji śledczej powołanej w celu wyjaśnienia tzw. afery Rywina. Partia opowiadała się wtedy za przystąpieniem Polski do Unii Europejskiej, wyrażając jednocześnie poparcie dla utrzymania systemu głosowania z traktatu nicejskiego. Notowania PO powoli zaczęły rosnąć. 20 czerwca 2003 posłowie PO głosowali za wnioskiem o wotum nieufności wobec rządu Leszka Millera. W 2004 odbyły się pierwsze wybory do Parlamentu Europejskiego w Polsce – partia uzyskała 24,1% głosów, co dało jej pierwsze miejsce i 15 spośród 54 mandatów, które przypadły polskim eurodeputowanym. Taki wynik PO pozwolił jej także na uzyskanie stanowiska wiceprzewodniczącego Parlamentu Europejskiego dla Jacka Saryusz-Wolskiego. W maju 2005 w związku z oskarżeniami o nepotyzm partię opuściła jedna z jej wiceprzewodniczących – Zyta Gilowska.

### 2005–2007
Stopniowy spadek poparcia dla SLD-UP stworzył dla PO szansę przejęcia władzy przy okazji kolejnych wyborów parlamentarnych. Końca dobiegała także druga kadencja Aleksandra Kwaśniewskiego. Kandydatem PO na prezydenta został Donald Tusk. Przewidywano także utworzenie wspólnego rządu z Prawem i Sprawiedliwością, a jako premiera proponowano Jana Rokitę pod hasłem Premier z Krakowa. Platforma poniosła jednak porażkę zarówno w wyborach parlamentarnych (24,14%), w których zwyciężyło PiS (26,99%), jak i w wyborach prezydenckich, gdyż w drugiej turze Donalda Tuska (45,96%) pokonał Lech Kaczyński (54,04%) z PiS. Pozycja polityczna PO stosunku do roku 2001 uległa jednak wzmocnieniu – uzyskała bowiem 133 mandaty w Sejmie i 34 w Senacie. Rezultatu nie przyniosły natomiast rozmowy o koalicji i Platforma wciąż pozostawała w opozycji – tym razem wobec rządu Kazimierza Marcinkiewicza, a następnie wobec rządu Jarosława Kaczyńskiego. Partia przez całą kadencję pozostawała krytyczna wobec koalicji PiS-Samoobrona-LPR. Jednocześnie ze strony PiS padały oskarżenia, że taki układ powstał właśnie z winy Platformy. PO nie uczestniczyła np. w pracach Komisji Nadzwyczajnej „Solidarne Państwo”, sprzeciwiała się również działaniom komisji śledczej ds. banków i nadzoru bankowego. Zaskarżyła powołującą ją uchwałę do Trybunału Konstytucyjnego, który w wydanym orzeczeniu uchylił znaczną część jej zapisów jako sprzecznych z ustawą zasadniczą. W maju 2006 Donald Tusk ponownie został wybrany na szefa partii, pokonując na kongresie w głosowaniu Andrzeja Machowskiego stosunkiem głosów 533:97.
Rozkład sił w parlamencie skłaniał liderów PO do nawiązania współpracy z Polskim Stronnictwem Ludowym. Wyrazem tego było utworzenie bloków właśnie z tą partią w większości województw podczas wyborów samorządowych w 2006. Ich rezultaty były dla PO korzystne. Partia zdobyła najwięcej mandatów w sejmikach województw (186 na 561) (uzyskawszy w skali kraju 27,3%). Wyniki te pozwoliły po pewnych zmianach ostatecznie na współrządzenie w 15 województwach. Udało się także zdobyć m.in. urząd prezydenta Warszawy dla Hanny Gronkiewicz-Waltz, która w drugiej turze pokonała kandydata PiS, byłego premiera Kazimierza Marcinkiewicza (była prezes NBP, działająca w PO od 2005, komisarycznie zarządzała stołecznymi strukturami, które znajdowały się w kryzysie po okresie rządów Pawła Piskorskiego, w kwietniu 2006 wykluczonego z partii w związku z oskarżeniami o nadużycia, których miał się dopuszczać w swojej działalności biznesowej).
Latem 2007 w rządzie i Sejmie doszło do kolejnego kryzysu – większość partii, w tym Platforma, zdecydowały się na poparcie wniosku o skrócenie kadencji, co oznaczało rozpisanie nowych wyborów jesienią tego samego roku. Jeszcze przed wyborami doszło też do roszad personalnych. W związku z zaangażowaniem swojej żony w pracę w otoczeniu prezydenta Lecha Kaczyńskiego rezygnację ze startu i wycofanie z polityki zapowiedział Jan Rokita. Z kolei swój start z ramienia PO ogłosili m.in. Antoni Mężydło, Radosław Sikorski oraz Bogdan Borusewicz.

### 2007–2009
W wyborach do Sejmu Platforma zdobyła najwięcej głosów (41,51% głosów ważnych), przed Prawem i Sprawiedliwością (32,11%). Marszałkiem Sejmu nowej kadencji został Bronisław Komorowski. Nieuzyskanie bezwzględnej większości głosów w Sejmie zmuszało PO do stworzenia koalicji, która zapewniłaby nowemu rządowi większość w parlamencie. Wybór padł na PSL. Na czele nowego rządu stanął Donald Tusk, a wicepremierami zostali Waldemar Pawlak (PSL) i Grzegorz Schetyna (PO). Od początku rząd funkcjonował w warunkach koabitacji i przy silnej pozycji głównej partii opozycyjnej. Platformie udało się jednak zachować wysokie poparcie – wyrazem tego były rezultaty wyborów do Parlamentu Europejskiego w 2009. PO ponownie zajęła w nich pierwsze miejsce, tym razem zdobywając 44,43% i 25 spośród 50 mandatów. Taki wynik pozwolił jej na poprawę pozycji w ramach Europejskiej Partii Ludowej. Zdobyła także poparcie eurodeputowanych dla kandydatury Jerzego Buzka, który został przewodniczącym Parlamentu Europejskiego.
W lipcu 2009 partię opuścił drugi z trzech założycieli – Andrzej Olechowski. Zdecydował się on na nawiązanie współpracy ze Stronnictwem Demokratycznym, kierowanym wówczas przez innego dawnego polityka PO Pawła Piskorskiego. Zmiany kadrowe w Platformie nastąpiły także jesienią tego samego roku. W związku z wybuchem tzw. afery hazardowej doszło do rekonstrukcji rządu oraz do zmian w samej partii – nowym skarbnikiem został wówczas Andrzej Wyrobiec, który zastąpił Mirosława Drzewieckiego. Roszady nastąpiły również w klubie parlamentarnym – na stanowisku przewodniczącego klubu zawieszonego w prawach członka PO Zbigniewa Chlebowskiego zastąpił dotychczasowy wicepremier oraz szef MSWiA Grzegorz Schetyna (przestając pełnić urząd wicepremiera).

### 2010

Wyniki wyborów prezydenckich w 2010 (pierwsza tura)

W styczniu, po ogłoszeniu decyzji Donalda Tuska o niekandydowaniu na urząd prezydenta w 2010, rozpoczęły się działania mające przygotować partię do kolejnych wyborów. Kierownictwo partii podjęło wówczas decyzję o zorganizowaniu prawyborów, przedstawiając dwóch kandydatów: Bronisława Komorowskiego i Radosława Sikorskiego. Uprawnieni do głosowania byli członkowie Platformy, którzy przy frekwencji poniżej 50%, stosunkiem głosów 68,5 do 31,5, wskazali na marszałka Sejmu Bronisława Komorowskiego.
10 kwietnia doszło do katastrofy samolotu rządowego, którym polska delegacja z prezydentem Lechem Kaczyńskim na czele leciała na uroczystości upamiętniające zbrodnię katyńską. Zginęli wówczas także parlamentarzyści PO: wicemarszałek Senatu Krystyna Bochenek, wiceprzewodniczący Klubu Parlamentarnego PO poseł Grzegorz Dolniak, sekretarz KP PO poseł Sebastian Karpiniuk oraz poseł Arkadiusz Rybicki. Śmierć poniósł także pozostający poza partią Maciej Płażyński – współzałożyciel i pierwszy przewodniczący Platformy Obywatelskiej. W związku ze śmiercią prezydenta Lecha Kaczyńskiego konstytucyjne obowiązki głowy państwa przejął marszałek Sejmu – wiceprzewodniczący PO Bronisław Komorowski. W pierwszej turze przedterminowych wyborów uzyskał on 41,54% głosów i wraz z Jarosławem Kaczyńskim przeszedł do drugiej tury, w której odniósł zwycięstwo, uzyskując 53,01% głosów. 8 lipca w związku z odniesionym zwycięstwem prezydent elekt złożył mandat poselski, przestając pełnić funkcję marszałka Sejmu. Jego stanowisko tego samego dnia przejął do momentu zaprzysiężenia prezydenta Grzegorz Schetyna, za którym głosowało 277 posłów, przeciw 121, a 16 wstrzymało się. Po wyborze na marszałka zrezygnował on ze stanowiska szefa klubu parlamentarnego, a zastąpił go na tej funkcji Tomasz Tomczykiewicz. Wcześniej, w czerwcu, na kolejną kadencję przewodniczącego partii został wybrany Donald Tusk, który nie miał kontrkandydata na konwencji krajowej.
6 października partię i klub parlamentarny opuścił szef regionu lubelskiego Janusz Palikot, który rozpoczął budowanie struktur nowego ugrupowania (w 2011 została zarejestrowana partia Ruch Palikota, której został przewodniczącym).
21 listopada 2010 odbyły się wybory samorządowe. Dobre wyniki oraz zdolność koalicyjna pozwoliły Platformie na współrządzenie we wszystkich 16 sejmikach wojewódzkich (we wszystkich 16 województwach PO weszła w koalicję z PSL, jednak w 4 z nich również z trzecim partnerem – w trzech z SLD i w jednym z RAŚ; w trakcie kadencji układ rządzący w niektórych sejmikach zmieniał się, m.in. na Podkarpaciu, gdzie w 2013 PO utraciła władzę). W 13 województwach PO uzyskała najwięcej głosów w wyborach do sejmików, w jednym zajęła 2. miejsce, a w dwóch 3.

### 2011–2015

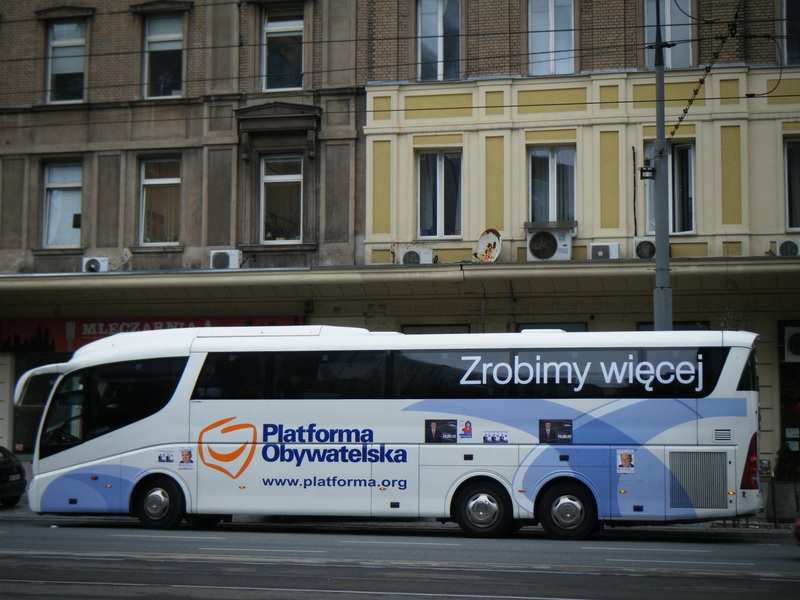
Autobus z kampanii wyborczej w 2011

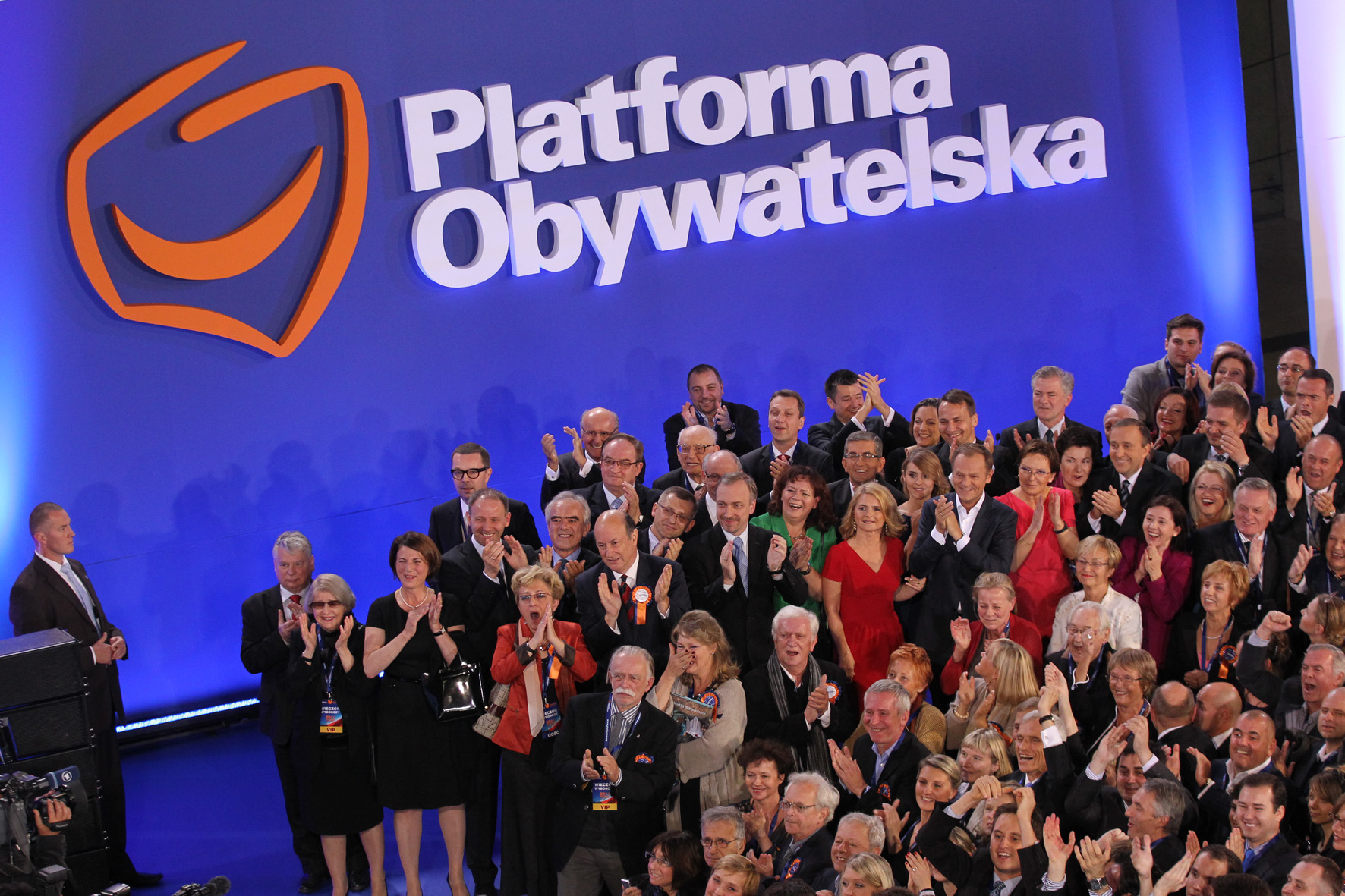
Politycy i sympatycy PO podczas wieczoru wyborczego w 2011

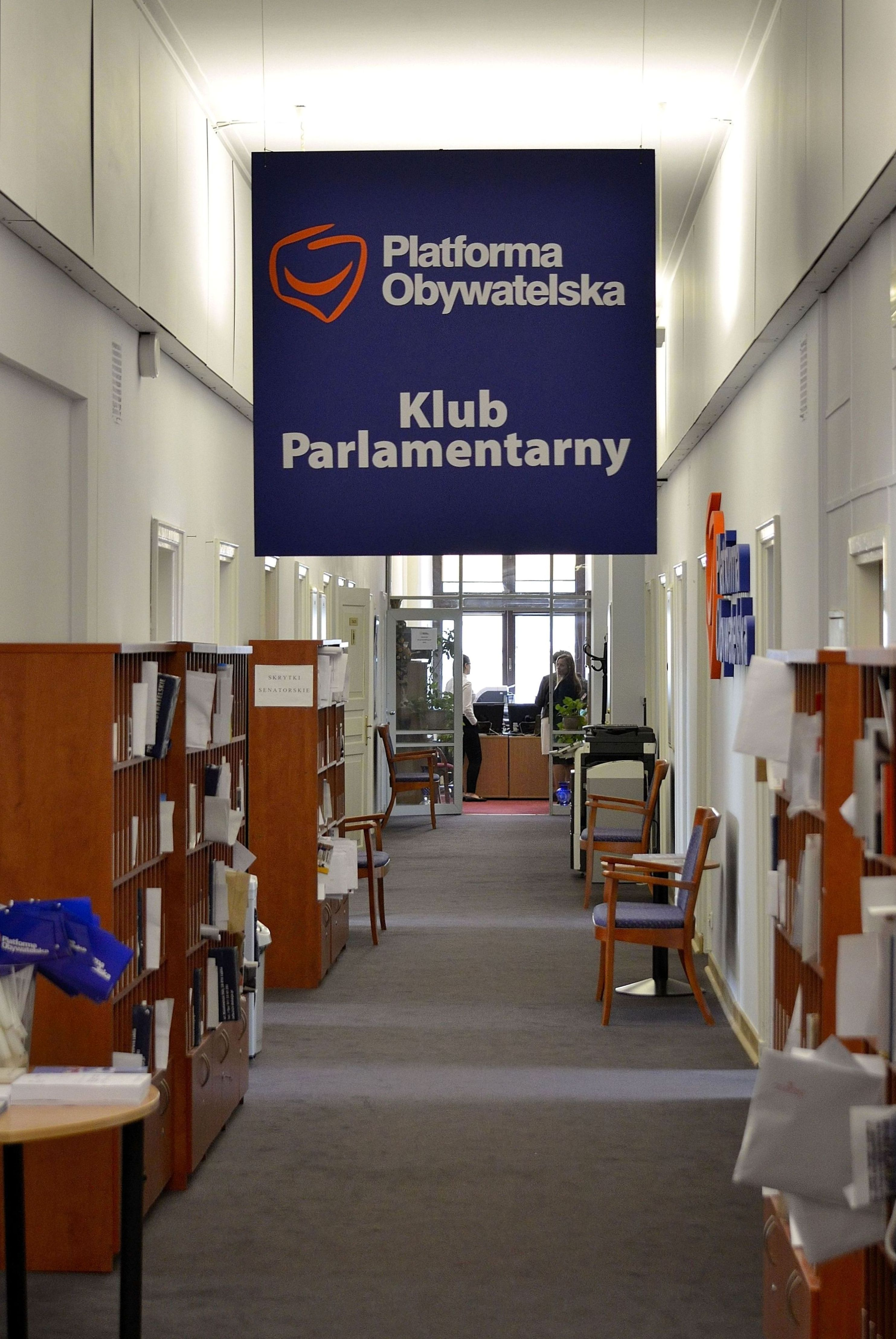
Siedziba Klubu Parlamentarnego Platformy Obywatelskiej w Sejmie (2007–2015)

W kampanii informacyjnej przed wyborami parlamentarnymi Platforma odwołała się m.in. do rozpoczętych inwestycji infrastrukturalnych. Wyrazem tego było hasło Polska w budowie i towarzyszące mu spoty, strona internetowa i akcja door to door. Uchwalony został też nowy program wyborczy, zatytułowany Następny krok. Razem. Innym elementem kampanii wyborczej był także objazd kraju przez premiera w tzw. Tuskobusie i spotkania szefa rządu z mieszkańcami poszczególnych miejscowości.
W wyborach do Sejmu PO ponownie uzyskała najwięcej głosów (39,18%) przed PiS (29,89%), uzyskując 207 mandatów. W Senacie Platforma otrzymała 63 mandaty. Marszałkiem Sejmu nowej kadencji została Ewa Kopacz, a szefem klubu parlamentarnego Rafał Grupiński. PO ponowiła koalicję rządową z PSL. Premierem po raz kolejny został Donald Tusk, a wicepremierem szef PSL Waldemar Pawlak (którego rok później na stanowiskach szefa partii i wicepremiera zastąpił Janusz Piechociński). Tym samym po raz pierwszy od 1989 roku po wyborach parlamentarnych u władzy pozostała koalicja tych samych partii politycznych.
W lutym 2013, po kilku latach przerwy, politykowi Platformy przypadł urząd wicepremiera. Objął go wówczas Jan Vincent-Rostowski, którego miejsce na tej funkcji po dziewięciu miesiącach zajęła Elżbieta Bieńkowska (bezpartyjna senator klubu PO).
W 2013 odbyły się bezpośrednie wybory przewodniczącego PO (uprawnieni do głosowania byli w nich wszyscy członkowie partii). Dotychczasowy szef ugrupowania Donald Tusk pokonał w nich Jarosława Gowina stosunkiem punktów procentowych 79,58:20,42. Niedługo po tych wyborach Jarosław Gowin i część jego stronników odeszli z partii, organizując początkowo ruch społeczno-polityczny „Godzina dla Polski”, a następnie zakładając partię Polska Razem (m.in. wraz z PJN).
W wyborach do Parlamentu Europejskiego w 2014 PO odniosła kolejne zwycięstwo, uzyskując 32,13% głosów, co dało jej 19 mandatów w PE. Straciła jednak tym samym sześć mandatów w tym gremium, ponadto tyle samo mandatów uzyskało w tych wyborach PiS, które przegrało z PO jedynie o 0,35 pkt proc.
30 sierpnia tego samego roku Donald Tusk został wybrany na przewodniczącego Rady Europejskiej. W związku z tym 22 września na funkcji premiera zastąpiła go Ewa Kopacz (która ustąpiła z funkcji marszałka Sejmu). Jednocześnie powołaną na stanowisko komisarza UE Elżbietę Bieńkowską na funkcji wicepremiera z ramienia PO zastąpił Tomasz Siemoniak. Dwa dni później na nowego marszałka Sejmu wybrany został Radosław Sikorski.
8 listopada 2014 Donald Tusk ustąpił z funkcji przewodniczącego Platformy Obywatelskiej na rzecz Ewy Kopacz (objęła ona funkcję pełniącej obowiązki przewodniczącego), która złożyła mu propozycję objęcia funkcji honorowego przewodniczącego partii.
W wyborach samorządowych w 2014 PO zdobyła 26,29% głosów w wyborach do sejmików województw, uzyskując w nich 179 mandatów (o 8 więcej od PiS). W 15 z 16 województw PO zawarła koalicję rządzącą z PSL, w jednym z nich także z Mniejszością Niemiecką i w jednym z SLD; zdobyła 10 stanowisk marszałków województw. 9 kandydatów PO wygrało w I turze wybory na prezydentów miast, zaś 28 przeszło do II tury (połowa z nich wygrała). Komitet PO zdobył 54 stanowiska wszystkich włodarzy.
W lutym 2015 partia oficjalnie poparła kandydaturę urzędującego prezydenta Bronisława Komorowskiego w wyborach prezydenckich. Jej działacze prowadzili także jego kampanię. Prezydent uzyskał w I turze słabszy wynik od kandydata PiS Andrzeja Dudy, z którym przeszedł do II tury. W drugiej turze wyborów prezydenckich urzędujący prezydent przegrał z Andrzejem Dudą stosunkiem głosów 48,45%:51,55%.
W czerwcu 2015 Radosław Sikorski zrezygnował z funkcji marszałka Sejmu, na jego miejsce została wybrana dotychczasowa rzecznik prasowa rządu Ewy Kopacz Małgorzata Kidawa-Błońska.
Przed końcem upływającej kadencji Sejmu i Senatu PO opuściło kilkoro parlamentarzystów z prawego skrzydła partii, a także dwóch posłów, którzy przeszli do klubu SLD.
W wyborach parlamentarnych w 2015 PO zajęła 2. miejsce, uzyskując w wyborach do Sejmu 24,09% głosów, co pozwoliło na uzyskanie 138 mandatów poselskich. Do Senatu zostało wybranych 34 kandydatów PO.

### 2015–2019

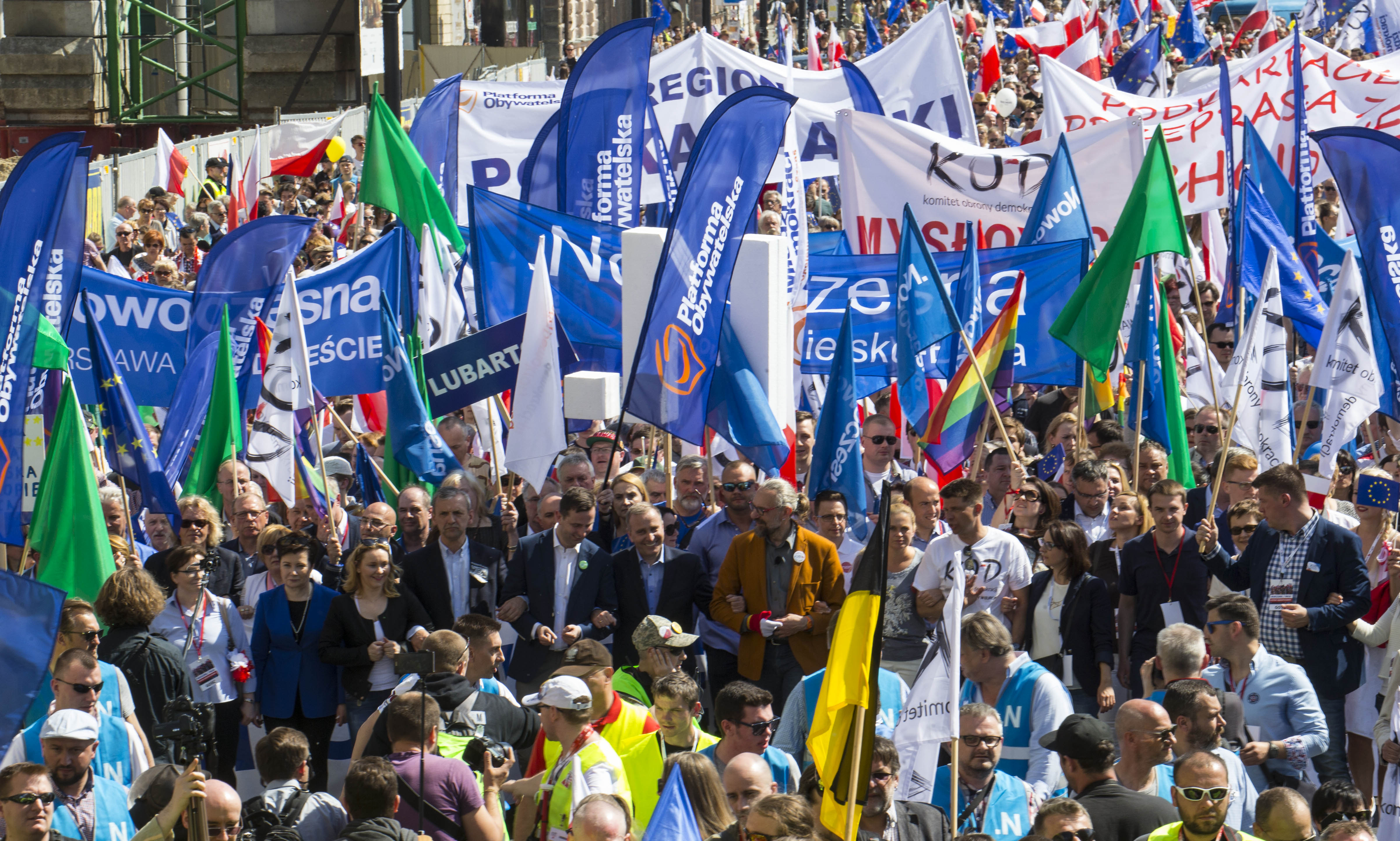
Liderzy PO z politykami innych partii podczas marszu Jesteśmy i będziemy w Europie w Warszawie współorganizowanym przez PO, 7 maja 2016

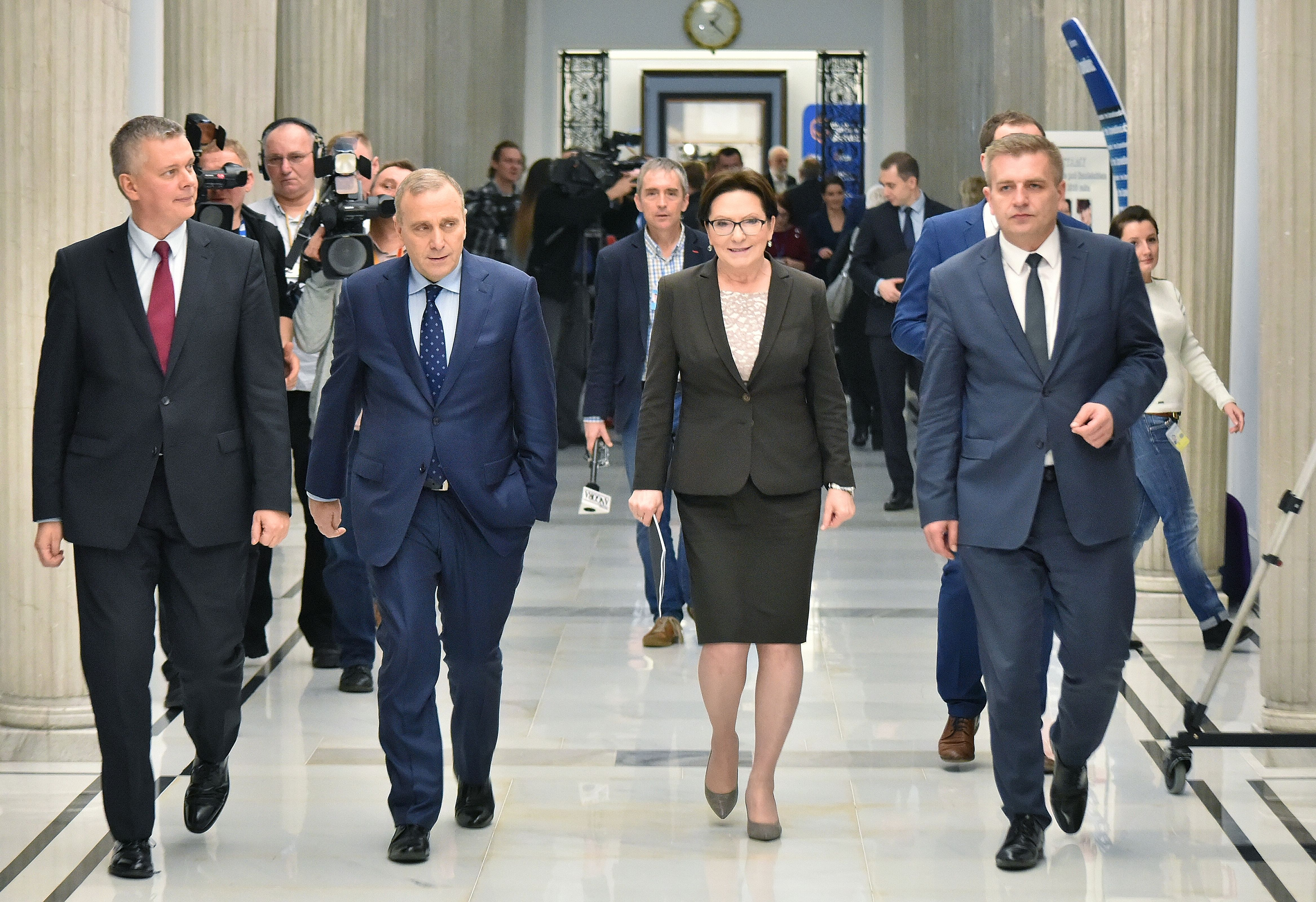
Liderzy partii: Tomasz Siemoniak, Grzegorz Schetyna, Ewa Kopacz i Bartosz Arłukowicz w Sejmie (2016)

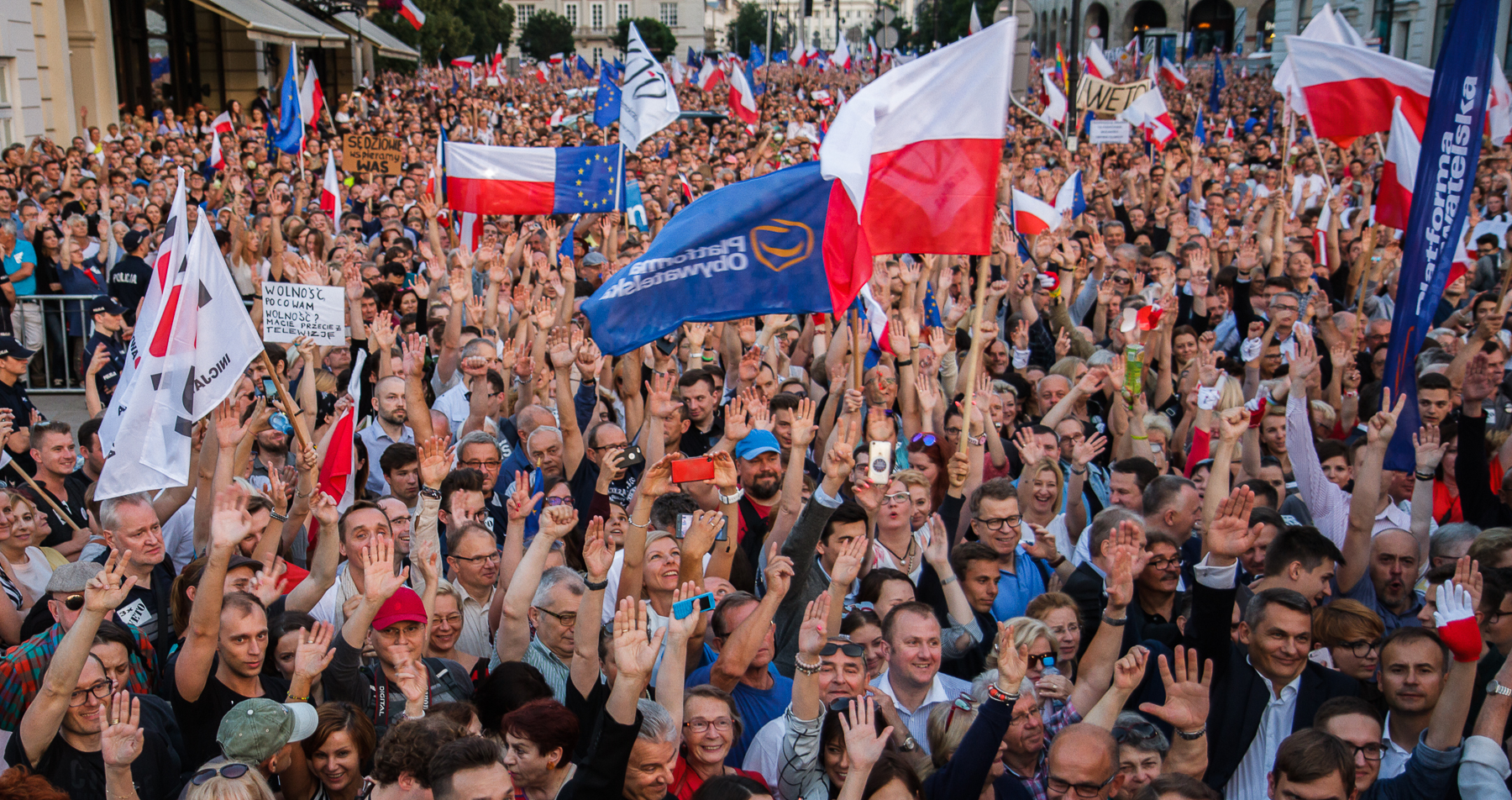
Protesty przeciwko wprowadzanym przez Prawo i Sprawiedliwość zmianom w funkcjonowaniu wymiaru sprawiedliwości, lipiec 2017

W wyniku wyborów PO po ośmiu latach sprawowania władzy przeszła do opozycji, w której stała się największym ugrupowaniem. Nowym przewodniczącym klubu parlamentarnego został Sławomir Neumann, który pokonał w głosowaniu kierującą partią Ewę Kopacz.
26 stycznia 2016 ogłoszono, że w wyniku głosowania, w którym wzięło udział około 52% uprawnionych działaczy PO, nowym przewodniczącym ugrupowania został Grzegorz Schetyna, który otrzymał 91% głosów. Wcześniej z kandydowania na to stanowisko zrezygnowali Tomasz Siemoniak i Borys Budka.
Z inicjatywy nowego przewodniczącego, przy partii powołano na terenie całego kraju Kluby Obywatelskie, których działalność zainaugurowano 7 marca 2016.
20 lipca tego samego roku z PO wykluczeni zostali m.in. posłowie Jacek Protasiewicz, Stanisław Huskowski i Michał Kamiński (prezentując nastawienie bardziej opozycyjne wobec rządu Beaty Szydło). 21 września tego samego roku, wraz ze Stefanem Niesiołowskim, który tego dnia wystąpił z partii, założyli oni koło poselskie (początkowo pod nazwą Europejscy Demokraci), a w listopadzie współtworzyli partię Unia Europejskich Demokratów (powstałą z przekształcenia Partii Demokratycznej). Ponadto w tym samym roku dwaj posłowie opuścili PO na rzecz Nowoczesnej.
17 listopada tego samego roku PO powołała Gabinet Cieni złożony z 49 jej parlamentarzystów, mających opiniować działania swoich odpowiedników z rządu PiS-Polska Razem/Porozumienie-Solidarna Polska i z KPRM. Szefem Gabinetu został Grzegorz Schetyna, a wiceszefami Ewa Kopacz i Tomasz Siemoniak.
4 marca 2017 z PO wykluczony został, w wyniku zgody na bycie kandydatem rządu na funkcję przewodniczącego Rady Europejskiej (w konkurencji do Donalda Tuska) eurodeputowany Jacek Saryusz-Wolski – jej były wiceprzewodniczący, a dotychczas wiceprzewodniczący Europejskiej Partii Ludowej.
12 kwietnia tego samego roku klub parlamentarny PO zasiliło czworo dotychczasowych posłów Nowoczesnej. Tego samego dnia profesor Andrzej Rzońca został ogłoszony głównym ekspertem ekonomicznym PO. W połowie grudnia 2017 PO opuścili dwaj senatorowie wywodzący się z UPR, wiążąc się z PiS. 11 stycznia 2018 prawicowi posłowie Marek Biernacki, Joanna Fabisiak i Jacek Tomczak zostali wykluczeni z PO na skutek głosowania przeciw skierowaniu do dalszych prac projektu liberalizującego prawo do dokonywania aborcji (pozostali jednak formalnie w klubie parlamentarnym, przy czym Marek Biernacki i Jacek Tomczak w lipcu 2019 przeszli do klubu PSL-Koalicja Polska; w czerwcu 2018 w geście solidarności z całą trójką z partii i klubu odszedł najbardziej konserwatywny polityk PO Jan Filip Libicki, który kilka miesięcy później przystąpił do PSL).
7 marca 2018 PO podpisała porozumienie o wspólnym starcie do sejmików województw w wyborach samorządowych w tym samym roku z Nowoczesną (wcześniej obie partie przedstawiły wspólny manifest). Przyjęło ono potem nazwę „Platforma.Nowoczesna Koalicja Obywatelska”. W kwietniu tego samego roku współpracę z PO nawiązał eurodeputowany Kazimierz Michał Ujazdowski, który kilkanaście miesięcy wcześniej odszedł z PiS (wkrótce uległa ona jednak rozluźnieniu). We wrześniu z Koalicją Obywatelską związały się także stowarzyszenie Inicjatywa Polska (kierowane przez Barbarę Nowacką) oraz Krajowa Partia Emerytów i Rencistów. W poszczególnych miejscach na terenie kraju współpracę z KO podjęły także inne ugrupowania. W wyborach do sejmików Koalicja Obywatelska uzyskała 26,97% głosów, zdobywając 194 mandaty i uzyskując je we wszystkich województwach (kandydaci PO otrzymali ich ponad 150). 127 członków PO wygrało wybory na włodarzy: 23 na prezydentów miast (zdecydowanie najwięcej wśród partii), 69 na burmistrzów (także najwięcej), a 35 na wójtów. Rafał Trzaskowski z PO został nowym prezydentem stołecznej Warszawy. W ośmiu województwach PO utrzymała się przy władzy (w koalicjach z PSL, Nowoczesną i SLD, w opolskim także z Mniejszością Niemiecką). Przypadło jej sześć stanowisk marszałków województw.
5 grudnia tego samego roku, po braku zgody klubu poselskiego Nowoczesnej na powołanie wspólnego klubu parlamentarnego z PO, sześcioro posłów Nowoczesnej (w tym dotychczasowa przewodnicząca jej klubu Kamila Gasiuk-Pihowicz, a także obaj posłowie, którzy wcześniej przeszli do tego klubu z PO – Michał Jaros i Marek Sowa) wraz wykluczonym kilka dnia wcześniej z tej partii Piotrem Misiłą dołączyło do klubu PO (dzień później uczynił to także kolejny poseł Nowoczesnej), który w Sejmie przyjął nazwę „Platforma Obywatelska – Koalicja Obywatelska” (w związku z tym Nowoczesna utraciła na krótko klub poselski).
1 lutego 2019 na konferencji grupa byłych polskich premierów i ministrów spraw zagranicznych (w tym liderzy PO Grzegorz Schetyna i Ewa Kopacz oraz także należący do tej partii Jerzy Buzek i Radosław Sikorski) powołali Koalicję Europejską, w związku z wyborami do Parlamentu Europejskiego w tym samym roku. Formalnie koalicję współtworzyły – oprócz PO – PSL, SLD, Nowoczesna i Partia Zieloni. Kandydaci PO obsadzili większość (77 ze 130) miejsc na listach wyborczych KE, otworzyli też listy w 7 z 13 okręgów. Koalicja zdobyła 38,47% głosów, zajmując drugie miejsca za Prawem i Sprawiedliwością. Pozwoliło to na objęcie 22 mandatów eurodeputowanych, z czego przedstawiciele PO uzyskali 14 mandatów.
8 czerwca podczas wspólnego posiedzenia rad krajowych Platformy Obywatelskiej i Nowoczesnej zadeklarowano chęć włączenia posłów Nowoczesnej do klubu PO-KO oraz wspólnego startu obu partii w wyborach parlamentarnych w 2019. Pięć dni później 12 z 14 posłów Nowoczesnej przystąpiło do klubu PO-KO, a 3 lipca uczynił to także jeden z byłych posłów Nowoczesnej.
Klub senatorów PO we wrześniu 2018 opuścił Maciej Grubski, w kwietniu 2019 Jan Rulewski, a w sierpniu 2019 (pozostając początkowo w partii) uczyniła to Grażyna Sztark. W sierpniu 2019 przystąpił do niego natomiast były szef SLD Grzegorz Napieralski (związany z Biało-Czerwonymi i Inicjatywą Polska), który uzyskał w 2015 mandat z ramienia PO, jednak dotychczas pozostawał senatorem niezrzeszonym.

### 2019–2023
18 lipca 2019 przewodniczący PO Grzegorz Schetyna poinformował, że Koalicja Obywatelska – oprócz PO, Nowoczesnej i będącej już partią Inicjatywy Polska – nie będzie opierać się na środowiskach partyjnych (nie zdecydowano się na sojusz z SLD ani Wiosną, po tym jak udziału w szerokiej koalicji odmówiło PSL, ogłaszając start pod własnym szyldem w ramach Koalicji Polskiej). Zaprosił natomiast do współpracy samorządowców i organizacje pozarządowe, którym zaproponowano 20% miejsc na listach. Koalicję współtworzyła również Partia Zieloni. Na listach KO znaleźli się ponadto działacze m.in. Śląskiej Partii Regionalnej i Socjaldemokracji Polskiej. Do PO przystąpił w międzyczasie senator niezrzeszony Marek Borowski (były m.in. marszałek Sejmu i wicepremier z ramienia SLD oraz założyciel SDPL).
W wyborach Koalicja Obywatelska zajęła 2. miejsce, uzyskując w głosowaniu do Sejmu 27,4% głosów, co pozwoliło na uzyskanie 134 mandatów poselskich (przedstawicielom innych partii niż PO w ramach koalicji przypadło 15 mandatów, zaś samym członkom PO 102; osobom ściśle związanym z PO przypadło mandatów około 110). Do Senatu zostało wybranych 43 kandydatów KO. Oprócz 34 członków PO, innych kandydatów z nią związanych i niezwiązanych z żadną partią, był wśród nich także kandydat związany z Nowoczesną. Ponadto działacz PO Stanisław Gawłowski zdobył mandat senatora jako kandydat niezależny. Przewodniczącym klubu parlamentarnego KO został wiceszef PO Borys Budka. Pomimo pozostawania KO w opozycji, głosami także Koalicji Polskiej, Lewicy i trzech senatorów niezależnych Tomasz Grodzki z PO został wybrany na marszałka Senatu.
20 listopada 2019 honorowy przewodniczący PO Donald Tusk został wybrany na przewodniczącego Europejskiej Partii Ludowej, do której PO należy.
Kandydata PO w wyborach prezydenckich w 2020 wyłonili delegaci w prawyborach, które odbyły się 14 grudnia 2019. Nominację uzyskała Małgorzata Kidawa-Błońska (wicemarszałek Sejmu, przed wyborami parlamentarnymi kandydatka KO na premiera), która pokonała Jacka Jaśkowiaka (prezydenta Poznania) stosunkiem głosów 345:125.
25 stycznia 2020 odbyły się bezpośrednie wybory przewodniczącego partii. Grzegorz Schetyna nie ubiegał się o reelekcję, a przed głosowaniem swoje kandydatury wycofali Bartosz Arłukowicz i Joanna Mucha. Wybory w I turze z poparciem 78,49% wygrał Borys Budka, pokonując Tomasza Siemoniaka, Bogdana Zdrojewskiego i Bartłomieja Sienkiewicza; cztery dni później objął funkcję, wraz z ogłoszeniem oficjalnych wyników wyborów. W związku z objęciem funkcji przewodniczącego partii, 25 września tego samego roku Borys Budka ustąpił z funkcji szefa klubu KO, na której zastąpił go inny poseł PO Cezary Tomczyk.

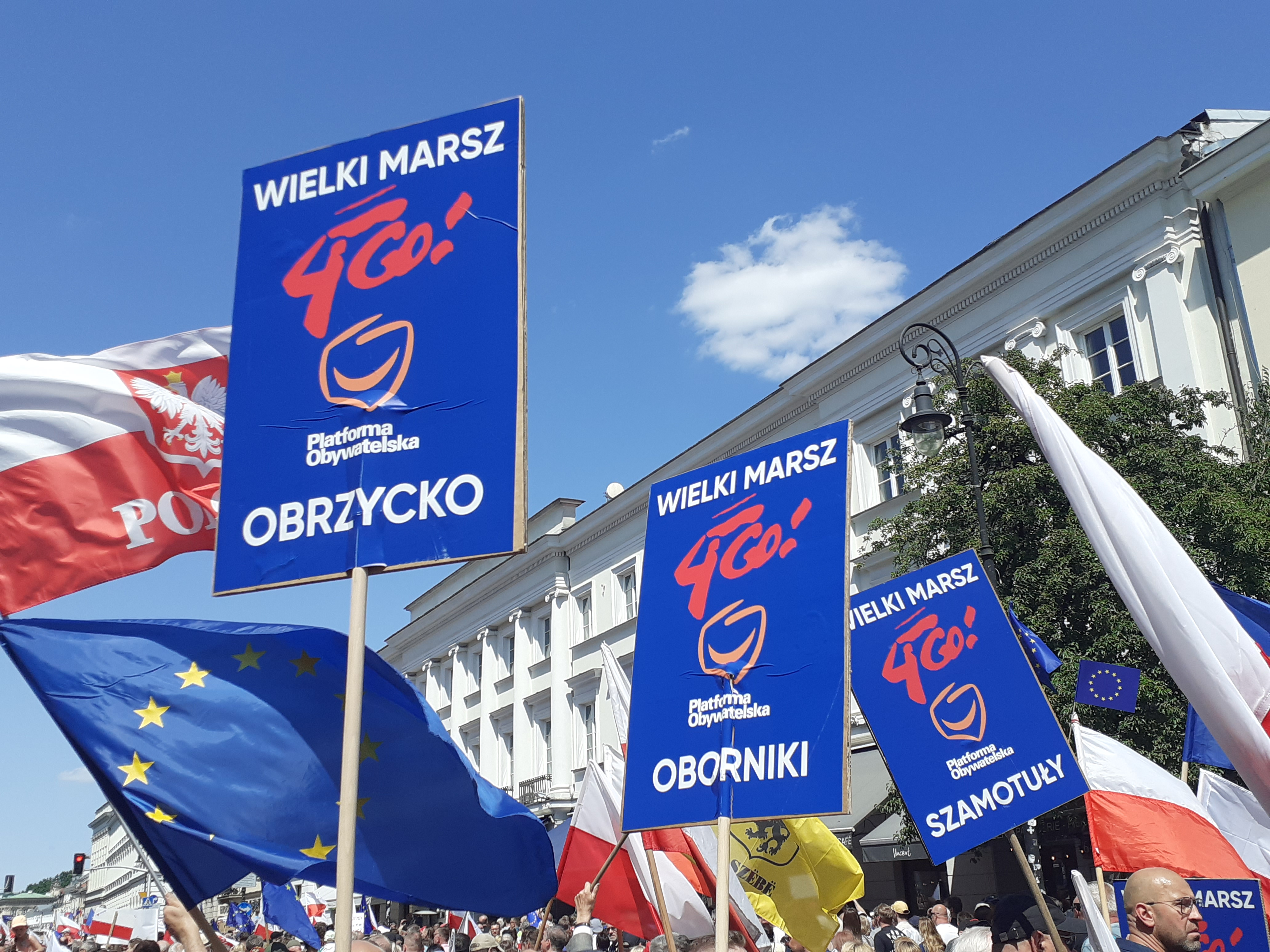
Tabliczki PO niesione w trakcie marszu opozycji w dniu 4 czerwca 2023

W związku z epidemią choroby COVID-19 Małgorzata Kidawa-Błońska, której poparcie sondażowe oscylujące na początku kampanii w okolicach 25% spadło do osiąganego pod koniec marca do poziomu kilkunastu procent, wezwała w dniu 29 marca do bojkotu głosowania, jeśli odbyłoby się ono w planowanym terminie 10 maja. 28 kwietnia o bojkot ewentualnego głosowania zaapelował także honorowy przewodniczący PO i szef EPL Donald Tusk. Po nieodbyciu się głosowania w terminie 10 maja i spadku notowań Małgorzaty Kidawy-Błońskiej do poziomu kilku procent poparcia, w dniu 15 maja zrezygnowała ona z kandydowania w zapowiadanych ponownych wyborach, a zarząd krajowy PO zdecydował, iż kandydatem w nich będzie prezydent Warszawy Rafał Trzaskowski. Uzyskał on (podobnie jak wcześniej Małgorzata Kidawa-Błońska) poparcie wszystkich partii wchodzących w skład Koalicji Obywatelskiej. W I turze wyborów zajął on drugie miejsce, uzyskując 30,46% głosów. W II turze przegrał z urzędującym prezydentem Andrzejem Dudą, otrzymując 48,97% głosów.
W styczniu 2021 posłanka Joanna Mucha odeszła z partii, przechodząc do Polski 2050. W maju tego samego roku decyzją zarządu krajowego PO posłowie Ireneusz Raś i Paweł Zalewski zostali usunięci z szeregów partii. Kilka dni później posłanka do Parlamentu Europejskiego Róża Thun poinformowała o odejściu z PO (kilka miesięcy później dołączyła do Polski 2050, podobnie jak Paweł Zalewski). W następnym miesiącu związany z PO senator Kazimierz Michał Ujazdowski przeszedł do Koalicji Polskiej (do której trafił także Ireneusz Raś, który w 2022 powołał wraz z nim partię Centrum dla Polski). W lipcu do Polski 2050 przeszedł poseł Michał Gramatyka. W sierpniu 2021 z partii odszedł poseł Zbigniew Ajchler, pozostający od momentu objęcia dwa miesiące wcześniej mandatu poza klubem KO i wspierający w głosowaniach rząd Mateusza Morawieckiego. W maju 2023 z członkostwa w PO zrezygnował poseł Bogusław Sonik, a kilka miesięcy później posłanka Joanna Fabisiak (która związała się z Koalicją Polską).
3 lipca 2021 Borys Budka zrezygnował z funkcji przewodniczącego partii, a Donald Tusk został wybrany na jednego z wiceprzewodniczących, zostając na mocy statutu p.o. przewodniczącego ugrupowania. 19 dni później Borys Budka powrócił na funkcję przewodniczącego klubu parlamentarnego KO, zastępując Cezarego Tomczyka. 23 października tego samego roku Donald Tusk został wybrany na przewodniczącego PO, będąc jedynym kandydatem na to stanowisko. Uzyskał poparcie 97,4% głosujących członków partii.

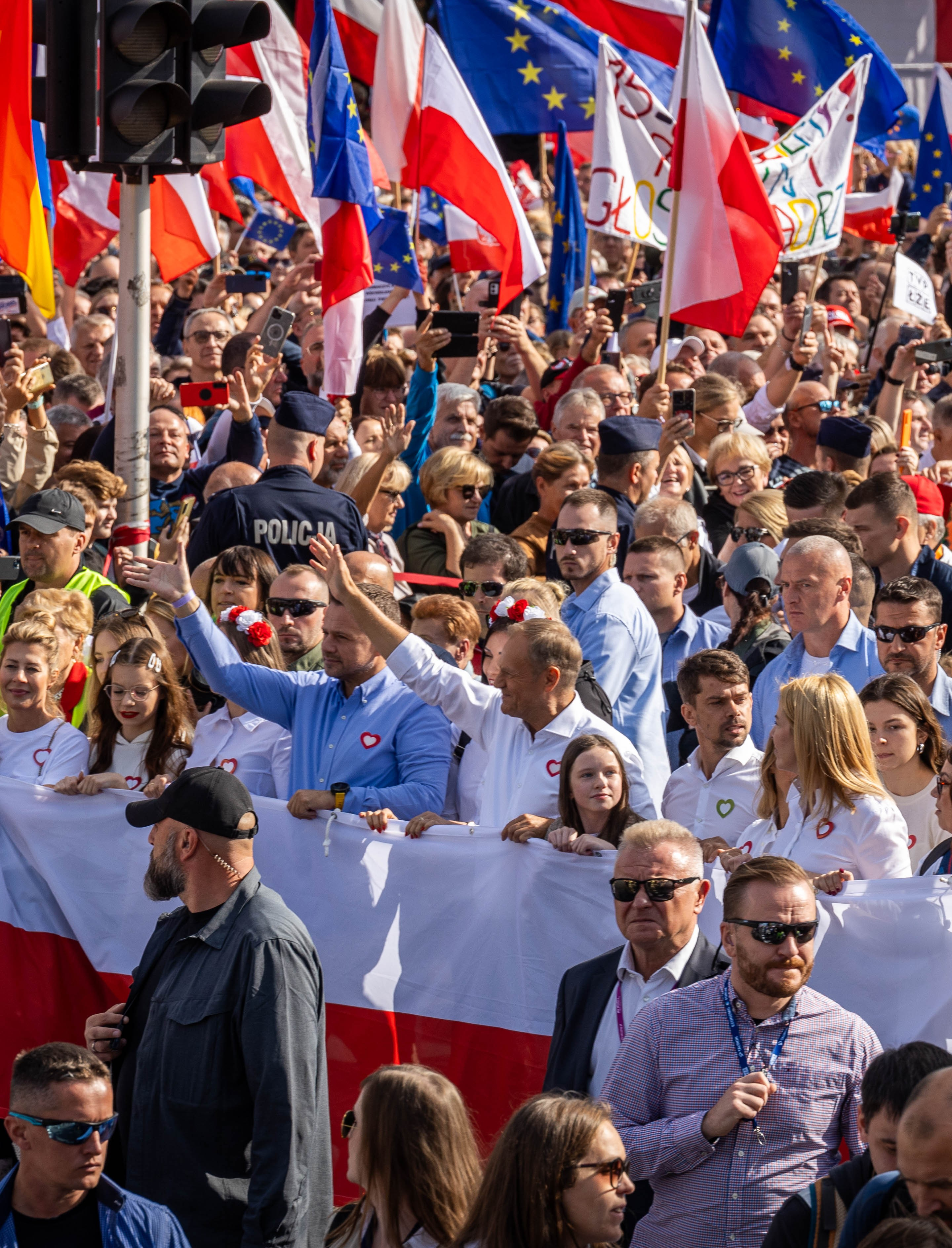
Rafał Trzaskowski, Donald Tusk i Michał Kołodziejczak podczas „Marszu Miliona Serc” w Warszawie (2023)

Od momentu przejęcia przez Donalda Tuska partia zintensyfikowała działania dotyczące organizowania demonstracji. Jednym z najważniejszych wydarzeń został antyrządowy marsz 4 czerwca 2023 w Warszawie (w którym wzięły udział niemal wszystkie ugrupowania opozycyjne), na który według danych organizatorów przybyło blisko pół miliona osób, co czyniłoby go największą w tamtym momencie demonstracją w III RP. 1 października tego samego roku zorganizowano w Warszawie Marsz Miliona Serc, który według organizatorów liczył w kulminacyjnym momencie około miliona osób.

### Od 2023
W wyborach parlamentarnych w 2023 PO ponownie współtworzyła komitet koalicyjny KO wraz z Nowoczesną, iPL i Zielonymi. Z jego list wystartowali również działacze Agrounii. KO uzyskała w wyborach do Sejmu 30,7% głosów, zajmując 2. miejsce oraz zdobyła najwięcej mandatów w Senacie. Otrzymała 157 mandatów poselskich i 41 senatorskich. W Sejmie przedstawicielom innych partii niż PO w ramach koalicji przypadło 13 mandatów, zaś samym członkom PO (w momencie wyborów) 122; osobom ściśle związanym z PO przypadło mandatów ponad 125. W Senacie członkowie PO uzyskali 36 mandatów, pozostałe 5 w ramach KO kandydaci bezpartyjni. Małgorzata Kidawa-Błońska została wybrana na marszałka Senatu. KO w koalicji z Trzecią Drogą (sojuszem Polski 2050 i Koalicji Polskiej skupionej wokół PSL) i Lewicą (koalicją skupioną wokół Nowej Lewicy) przejęła władzę, współtworząc rząd, którego premierem został przewodniczący PO Donald Tusk. Posłowie należący do PO stanowili w momencie jego powołania blisko połowę posłów koalicji rządzącej.

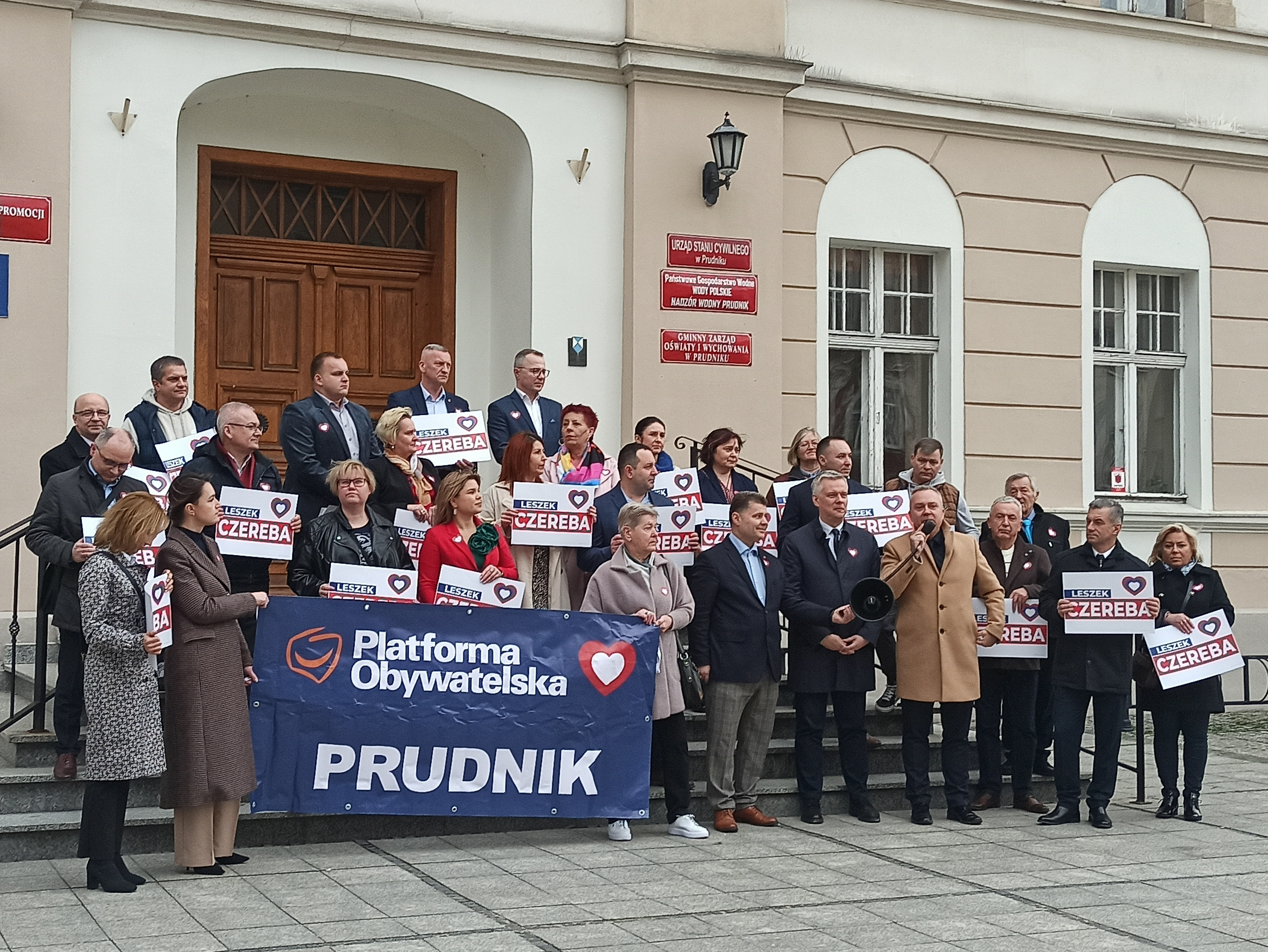
Wspólna kampania wyborcza KO, TD i NL w Prudniku (2024)

W wyborach samorządowych i europejskich w 2024 PO ponownie współtworzyła KKW KO wraz z Nowoczesną, iPL i Zielonymi. W wyborach do sejmików zajął on 2. miejsce, uzyskując 210 mandatów, z czego kandydatom ściśle związanym z PO przypadło około 175. Formacja współtworzyła władze regionalne w 3/4 województw, w 10 z nich działacze PO objęli stanowiska marszałków. Na prezydentów miast zostało wybranych 34 członków PO (z czego 29 z ramienia KO, a 5 z komitetów własnych lub lokalnych, w tym 1 konkurujący z kandydatką KO w I turze), w tym 10 spośród 11 startujących członków PO w miastach wojewódzkich. W wyborach do Parlamentu Europejskiego członkowie PO zajęli ponad 3/4 miejsc na listach KO (przy czym członkowie koalicyjnych partii jedynie kilka), w 12 z 13 okręgów otwierając listy. KO uzyskała najlepszy wynik wśród komitetów, uzyskując 37,06% głosów. Dało to 21 mandatów w PE, z czego przedstawicielom PO przypadło 19 (w tym 17 członkom partii, wkrótce do partii przystąpiła także Magdalena Adamowicz).
23 listopada 2024 ogłoszono, że odbywających się dzień wcześniej prawyborach KO (w których uprawnieni do głosowania byli wszyscy członkowie PO, Nowoczesnej, Zielonych i iPL) mających wyłonić kandydata w planowanych na następny rok wyborach prezydenckich, Rafał Trzaskowski (prezydent Warszawy i wiceszef PO) pokonał Radosława Sikorskiego (ministra spraw zagranicznych, także z PO), uzyskując 74,75% głosów. W wyborach wygrał I turę z wynikiem 31,36% głosów, przechodząc do II tury z Karolem Nawrockim popieranym przez PiS. W II turze przegrał wybory, uzyskując 49,11% głosów.

## Program

### Dokumenty programowe
Od 2015 Platforma Obywatelska (bądź koalicje wyborcze, których trzon stanowiła) opublikowała następujące dokumenty programowe:
- „Polska przyszłości. Program Platformy Obywatelskiej RP”, 2015;
- „Polska 2.0. Deklaracja programowa Platformy Obywatelskiej”, 2016;
- „Polska Samorządna”, 2017;
- „Deklaracja. Przyszłość Polski. Wielki Wybór”, Koalicja Europejska, 2019;
- „Silna Polska, odnowiony Zachód. Dyplomacja w służbie obywatelom. Program polityki zagranicznej Platformy Obywatelskiej”, lipiec 2019;
- „#SzóstkaSchetyny”, Koalicja Obywatelska, 2019;
- „Program Koalicji Obywatelskiej”, Koalicja Obywatelska, 2019;
- „100 konkretów na pierwsze 100 dni rządów”, KKW Koalicja Obywatelska PO .N iPL Zieloni, wrzesień 2023.

### Zagadnienia ustrojowe
Platforma Obywatelska opowiada się za decentralizacją państwa poprzez wzmocnienie samorządów. Postuluje również m.in. odpartyjnienie Senatu, odbudowę służby cywilnej, kodyfikację prawa wyborczego, jednomandatowe okręgi wyborcze, bezpośrednie wybory starostów oraz zmiany przepisów dotyczące immunitetu parlamentarnego. Przed wyborami w 2007 partia deklarowała także rozdzielenie stanowiska ministra sprawiedliwości i prokuratora generalnego, co udało się jej zrealizować w 2009, mimo weta ze strony prezydenta Lecha Kaczyńskiego.
Na początku 2010 Donald Tusk ogłosił propozycje Platformy dotyczące zmian w Konstytucji. Zakładały one m.in. zmniejszenie liczby posłów i senatorów, osłabienie prezydenckiego weta oraz dożywotnie stanowiska w Senacie dla byłych prezydentów wybranych w wyborach powszechnych. Zaproponowano również konstytucyjne gwarancje dla rozdziału stanowisk ministra sprawiedliwości i prokuratora generalnego oraz wprowadzenie przepisów odnoszących się do członkostwa Polski w Unii Europejskiej. Przedstawiono także propozycje dotyczące usunięcia artykułów o RBN i KRRiT.
W lipcu 2016, na konwencji programowej partii we Wrocławiu, ogłoszono kolejne postulaty dotyczące zmian ustrojowych. Wśród nich znalazły się między innymi: zmniejszenie liczby posłów do 380, likwidacja urzędów wojewódzkich, powszechne wybory marszałków województw (którzy od tej pory pełniliby również funkcję wojewodów), czy możliwość odwołania prezydenta w referendum na wniosek miliona obywateli.
W lipcu 2019 na forum programowym Koalicji Obywatelskiej (której trzon stanowi PO) ogłoszono m.in. postulaty obligatoryjnych referendów po zebraniu miliona podpisów oraz wprowadzenia głosowania przez internet.

### Program gospodarczy
Do 2007 partia opowiadała się w zdecydowany sposób za liberalizmem gospodarczym. Po 2007 (od momentu przejęcia przez PO w koalicji z PSL władzy) partia zmodyfikowała swoje podejście do kwestii gospodarczych. Postulaty programowe PO i skupionej wokół niej Koalicji Obywatelskiej wpisują się zarówno w definicję pojęcia społecznej gospodarki rynkowej, ordoliberalizmu, socjalliberalizmu, jak i liberalizmu gospodarczego.

#### Podatki
Do 2007 ugrupowanie nie wyrażało zgody na podwyższanie podatków oraz zapowiedziało ich obniżanie (m.in. podatku PIT, CIT i VAT do 15%).
Głosowania w parlamencie świadczące o popieraniu niskich podatków to:
- jednogłośne sprzeciwienie się partii przeciwko wprowadzeniu 50-procentowej stawki podatku PIT (PO była jedyną partią zasiadającą w parlamencie, która jednogłośnie sprzeciwiła się tej propozycji)[163];
- w 2006 poparła ograniczenie stawek podatkowych do dwóch – 18 i 32%[164].

Dowodem na modyfikację przez partię podejścia do kwestii gospodarczych jest:
- oświadczenie przewodniczącego PO i premiera Donalda Tuska, że nie obniży podatków w Polsce[165];
- podwyższenie podatku VAT z 22 na 23% na okres 2011–2013[166], następnie przedłużenie tego okresu do 2016[167];
- podwyższenie akcyzy na oleje napędowe, wyroby spirytusowe o 15%, wyroby i susz tytoniowy najpierw o 4% (w 2012), później o 5% (w 2014)[168][169];
- podwyższenie podatku od gier[170][171];
- wprowadzenie podatku od wydobycia niektórych kopalin[172][173];
- wprowadzenie podatku węglowodorowego (ustawa weszła w życie 1 stycznia 2016)[174][175];
- ograniczenie ulg podatkowych (m.in. likwidacja ulgi z tytułu użytkowania sieci Internet, wprowadzenie limitu w zakresie 50% kosztów uzyskania przychodów, zmiany w zakresie ulgi na dzieci[176], zmiany w systemie odliczania VAT-u od samochodów służbowych)[177] oraz uniemożliwienie obchodzenia podatku od dochodów kapitałowych[169][178];
- zamrożenie od 2009 progów podatkowych[179].

W 2019 na forum programowym Koalicji Obywatelskiej ogłoszono postulat obniżenia podatku PIT dla wszystkich osób pracujących.

#### Fundusz Ubezpieczeń Społecznych

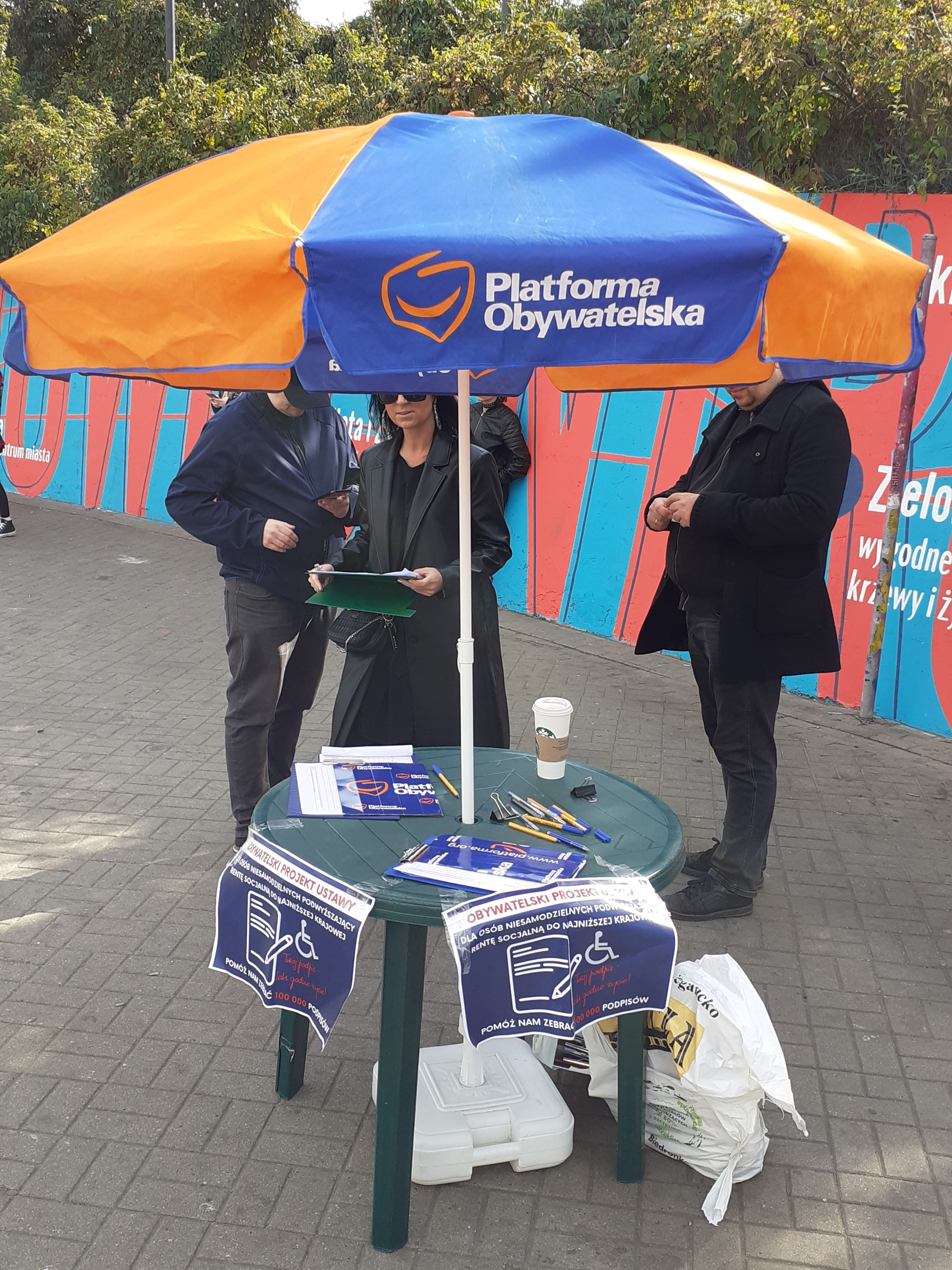
Stoisko PO ustawione w celu zbierania podpisów o podwyższeniu renty socjalnej dla osób z niepełnosprawnościami (2022)

Do 2007 (w okresie, gdy PO wchodziła w skład opozycji) partia głosowała m.in. za obniżeniem składki rentowej z 13 do 6%.
Po 2007 (w okresie sprawowania przez PO w koalicji z PSL rządów) partia głosowała m.in. za:
- podwyższeniem składki rentowej z 6 do 8%[181];
- podwyższeniem składki wypadkowej[182];
- ograniczeniem emerytur pomostowych[183] i wprowadzeniem nowej składki na Fundusz Emerytur Pomostowych w wysokości 1,5%[184];
- przesunięciem pieniędzy z Funduszu Rezerwy Demograficznej (który został utworzony w 2002 w celu wypłaty emerytur dla pokoleń z wyżu demograficznego) do ZUS w celu wypłaty aktualnych emerytur[185];
- zwiększeniem składki emerytalnej idącej do ZUS-u i zmniejszeniem składki emerytalnej idącej do OFE[186];
- podwyższeniem wieku emerytalnego z 60 do 67 lat dla kobiet (do 2040) i z 65 do 67 lat dla mężczyzn (do 2020)[187][188];
- nacjonalizacją części środków zgromadzonych w OFE[189][190].

W 2019 na forum programowym Koalicji Obywatelskiej ogłoszono postulat obniżenia ZUS dla wszystkich osób pracujących.

#### Budżet państwa
W swoim programie partia opowiada się przeciwko uchwalaniu budżetu z deficytem, jednak za jej rządów, podobnie jak za poprzednich, każdy budżet był uchwalany z deficytem (w III RP tylko budżet w 1990 był uchwalony bez deficytu). Opowiadała się również za obniżeniem długu publicznego.

#### Inne
Rząd Donalda Tuska opowiedział się za rozpoczęciem procesu przygotowywania się do przyjęcia euro, po roku urzędowania pierwszego gabinetu rozpoczęto tworzenie struktur odpowiedzialnych za ten proces.
PO opowiadała się za zmniejszeniem biurokracji, za jej rządów wprowadzono m.in. elektroniczny PIT, jednak liczba urzędników i ilość pieniędzy wydawanych na administrację publiczną wzrosły.
Od 2014 rząd PO-PSL doprowadził do uniemożliwienia brania kredytów w walutach innych niż się zarabia.
W 2019 na forum programowym Koalicji Obywatelskiej ogłoszono postulaty:
- premii miesięcznej w wysokości 600 zł dla zarabiających minimalną pensję,
- podwyższenia pensji minimalnej o 600 zł,
- wprowadzenia równych płac dla kobiet i mężczyzn za tę samą pracę,
- wprowadzenia trzynastej emerytury na stałe.

### Polityka zagraniczna
Platforma od początku opowiadała się za uczestnictwem Polski w strukturach Unii Europejskiej. Była drugą partią po Unii Wolności, która rozpoczęła kampanię w tej sprawie. Zabiegała również o dwudniowe referendum akcesyjne. W opinii Platformy członkostwo w Unii, obok członkostwa w NATO, jest podstawowym narzędziem realizacji interesów państwa. Platforma opowiedziała się za traktatem lizbońskim, współtworzony przez nią rząd podtrzymał decyzję Lecha Kaczyńskiego o przystąpieniu do protokołu brytyjskiego. W programie z 2007 Platforma deklarowała wolę pogłębienia współpracy energetycznej oraz wspólnej polityki zagranicznej. W 2008 rząd PO-PSL, wspierany przez dyplomację szwedzką, przyczynił się do zainicjowania programu Partnerstwo Wschodnie. W programie z 2011 partia opowiedziała się za dalszym rozszerzaniem Unii Europejskiej, szczególnie o kraje bałkańskie.
Kolejnym kierunkiem polskiej polityki zagranicznej w wizji Platformy miały być Stany Zjednoczone. Zapowiadano utrzymanie możliwie bliskich związków z USA, ale przy zmianie charakteru relacji na bardziej partnerski i zrównoważony. W dalszej kolejności program partii z 2007 podkreślał wagę stosunków z sąsiadami, wyrażono też wolę reaktywowania Trójkąta Weimarskiego. Program zakładał również powolną budowę dobrosąsiedzkich relacji z Federacją Rosyjską oraz wspieranie prozachodniego kierunku w polityce zagranicznej Ukrainy.
Platforma opowiada się także za inicjatywami na rzecz obrony praw chrześcijan prześladowanych w innych państwach. Działania w tym kierunku podejmował m.in. Jerzy Buzek jako przewodniczący PE oraz Radosław Sikorski jako minister spraw zagranicznych. Sprawę tę podnoszono również na forum grupy Europejskiej Partii Ludowej w PE, a głos w konkretnych przypadkach zabierało także Ministerstwo Spraw Zagranicznych.

### Kwestie społeczne
PO w kwestiach społecznych:

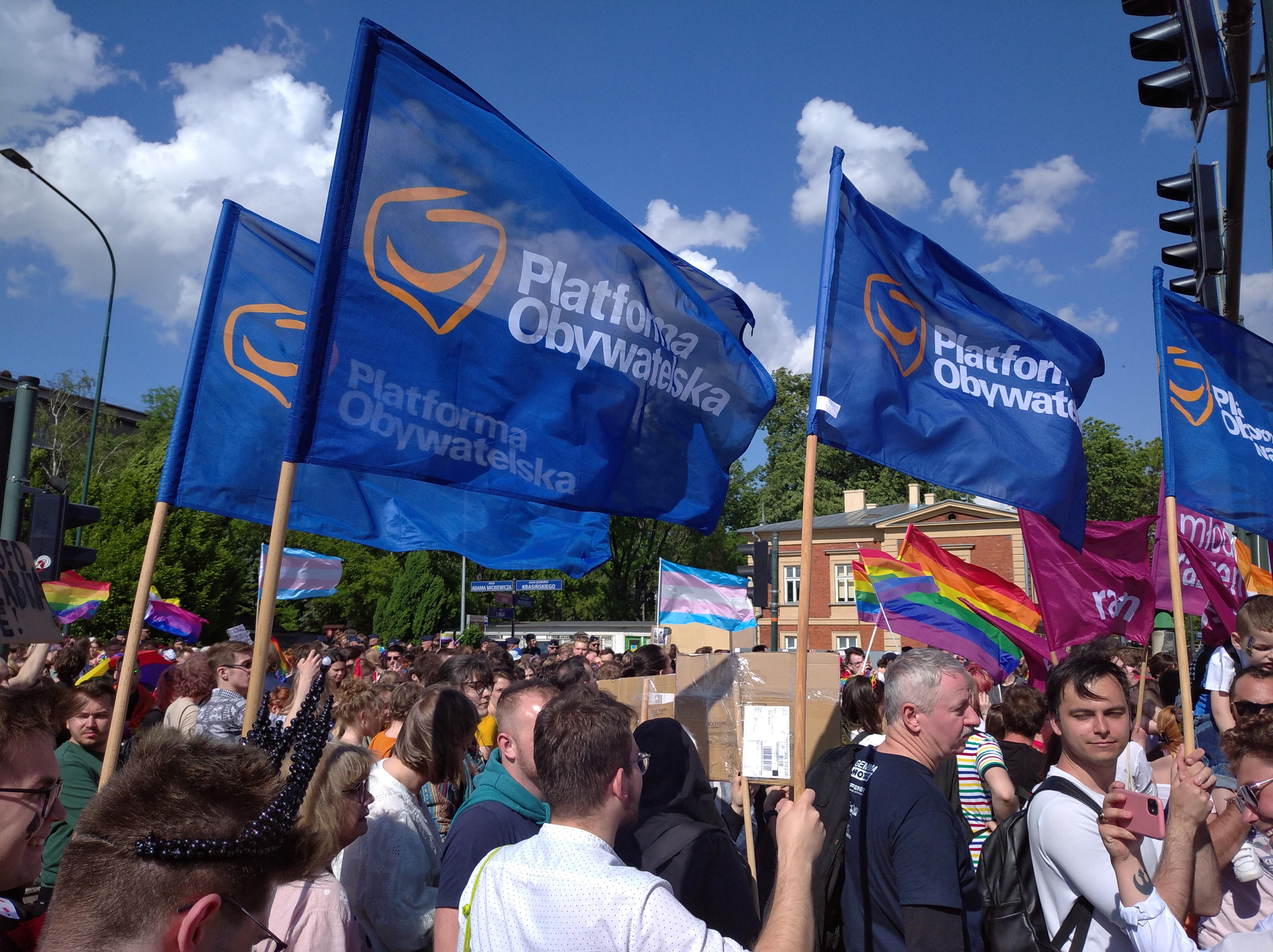
Flagi PO na marszu równości w Krakowie w maju 2022

- sprzeciwia się legalizacji eutanazji[154];
- do 2021 sprzeciwiała się legalizacji aborcji, opowiadając się za jej dopuszczalnością jedynie w sytuacjach opisanych w Ustawie o planowaniu rodziny, ochronie płodu ludzkiego i warunkach dopuszczalności przerywania ciąży[204][205]. Dowodem na to jest głosowanie w sejmie w październiku 2012, gdy większość posłów PO odrzuciła zarówno projekt Solidarnej Polski ograniczający możliwość przeprowadzenia aborcji[206], jak i projekt Ruchu Palikota rozszerzający tę możliwość[207] (w styczniu 2018 wprowadzono natomiast dyscyplinę w kwestii sejmowego głosowania w sprawie projektu obywatelskiego Ratujmy Kobiety 2017 postulującego rozszerzenie możliwości dokonywania aborcji oraz antyaborcyjnego projektu Zatrzymaj Aborcję – klub wnioskował o skierowanie do dalszych prac pierwszego z nich oraz odrzucenie drugiego, a w konsekwencji złamania dyscypliny w pierwszym głosowaniu przez troje posłów, zostali oni wykluczeni z grona członków partii[208]). W wyniku decyzji Trybunału Konstytucyjnego – po zredukowaniu liczby wyjątków, w których możliwa jest legalna aborcja – w lutym 2021 Zarząd Krajowy partii podjął decyzję o przyjęciu tzw. Pakietu Praw Kobiet, postulującego możliwość aborcji „w wyjątkowo trudnej sytuacji osobistej” do 12. tygodnia ciąży po konsultacji z psychologiem i lekarzem, dostęp do tabletki „dzień po” bez recepty, gwarancję łatwego dostępu do bezpłatnej antykoncepcji i lekcje edukacji seksualnej w szkołach oraz zapewnienie bezpłatnych badań prenatalnych i zapewnienie stałego wsparcia finansowego i opieki medycznej w przypadku urodzenia dziecka niepełnosprawnego[209][210];
- opowiada się za finansowaniem z budżetu państwa zabiegów zapłodnienia in vitro, o czym może świadczyć wprowadzenie przez rząd PO-PSL finansowania tego rodzaju zapłodnienia na lata 2013–2016[211]; ponadto w lipcu 2019 przewodniczący partii Grzegorz Schetyna zapowiedział (po zmianach wprowadzonych przez rząd PiS) przywrócenie finansowania zabiegów zapłodnienia in vitro z budżetu państwa i jego rozszerzenie[158], a w lutym 2021 postulat tzw. bezpłatnego zapłodnienia in vitro potwierdził przyjęty przez Zarząd Krajowy partii tzw. Pakiet Praw Kobiet[210]; w listopadzie 2022 przewodniczący PO Donald Tusk wraz z lekarzami, politykami Koalicji Obywatelskiej i Małgorzatą Rozenek-Majdan zapowiedzieli zbiórkę podpisów pod obywatelskim projektem ustawy „Tak dla in vitro”, zakładającym refundację zapłodnienia in vitro przez państwo[212] (przewodniczącą komitetu inicjatywy ustawodawczej została posłanka PO Agnieszka Pomaska[213]).
- 13 lipca 2019 przewodniczący partii Grzegorz Schetyna w ramach forum programowego Koalicji Obywatelskiej zapowiedział wprowadzenie rejestrowanych związków partnerskich[158] (wobec których stanowisko PO wcześniej ewoluowało).

### Inne zagadnienia
W programie z 2007 Platforma deklarowała poparcie dla reprywatyzacji. Od początku opowiadała się też za przeprowadzeniem lustracji, poparła m.in. prezydencki projekt ustawy z 2006. Przedstawiciele PO wypowiadali się również na temat możliwości udostępnienia archiwalnych materiałów Służby Bezpieczeństwa. Partia deklarowała również chęć ograniczenia przywilejów byłych funkcjonariuszy komunistycznego aparatu bezpieczeństwa – efektem tego było uchwalenie ustawy „dezubekizacyjnej” w 2009, jednak partia była przeciwko ustawom „dezubekizacyjnym” proponowanym przez PiS – z 2016 również ograniczającej przywileje byłych funkcjonariuszy komunistycznego aparatu bezpieczeństwa i z 2023 wprowadzającej zakaz zatrudnia osób w służbie cywilnej i urzędach państwowych byłych funkcjonariuszy komunistycznego aparatu bezpieczeństwa PRL i jej tajnych współpracowników. W 2009 weszła w życie ustawa znosząca powszechny pobór do wojska. Ponadto partia postulowała zmianę sposobu finansowania systemu edukacji m.in. poprzez wprowadzenie bonu edukacyjnego. Rząd PO-PSL podjął działania na rzecz przekształcenia zakładów ochrony zdrowia w spółki prawa handlowego, jednak połowa pakietu ustaw została zawetowana. Platforma przyczyniła się także do zaostrzenia prawa karnego – w 2009 poparła zmiany wprowadzające m.in. chemiczną kastrację pedofilów, kary za propagowanie tzw. dobrej pedofilii, zakaz propagowania ideologii totalitarnych (w tym symboliki komunistycznej) oraz złagodzenie konsekwencji przekroczenia obrony koniecznej.
Rząd Donalda Tuska prowadził też program budowy dróg ekspresowych i autostrad. Od listopada 2007 do kwietnia 2009 zawarto umowy na budowę ponad 760 km, w tym 400 km samych autostrad. Rekordowy pod względem nakładów na inwestycje drogowe był rok 2010 – Generalna Dyrekcja Dróg Krajowych i Autostrad wydała wówczas 19,92 mld PLN. Od 2011 zwiększone też zostały limity prędkości na autostradach i drogach ekspresowych.

## Symbolika

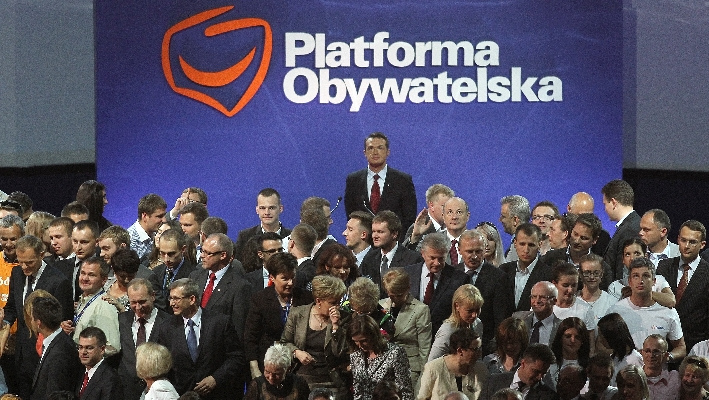
Zdjęcie z ogólnopolskiej konwencji Platformy Obywatelskiej w Ergo Arena w 2011 z widocznym logiem partii w tle

Platforma Obywatelska od początku swojego istnienia posługuje się kolorami pomarańczowym i granatowym. Znak graficzny partii stanowi zarys granic Polski, w który wpisany jest uśmiech.

## Struktura i działacze

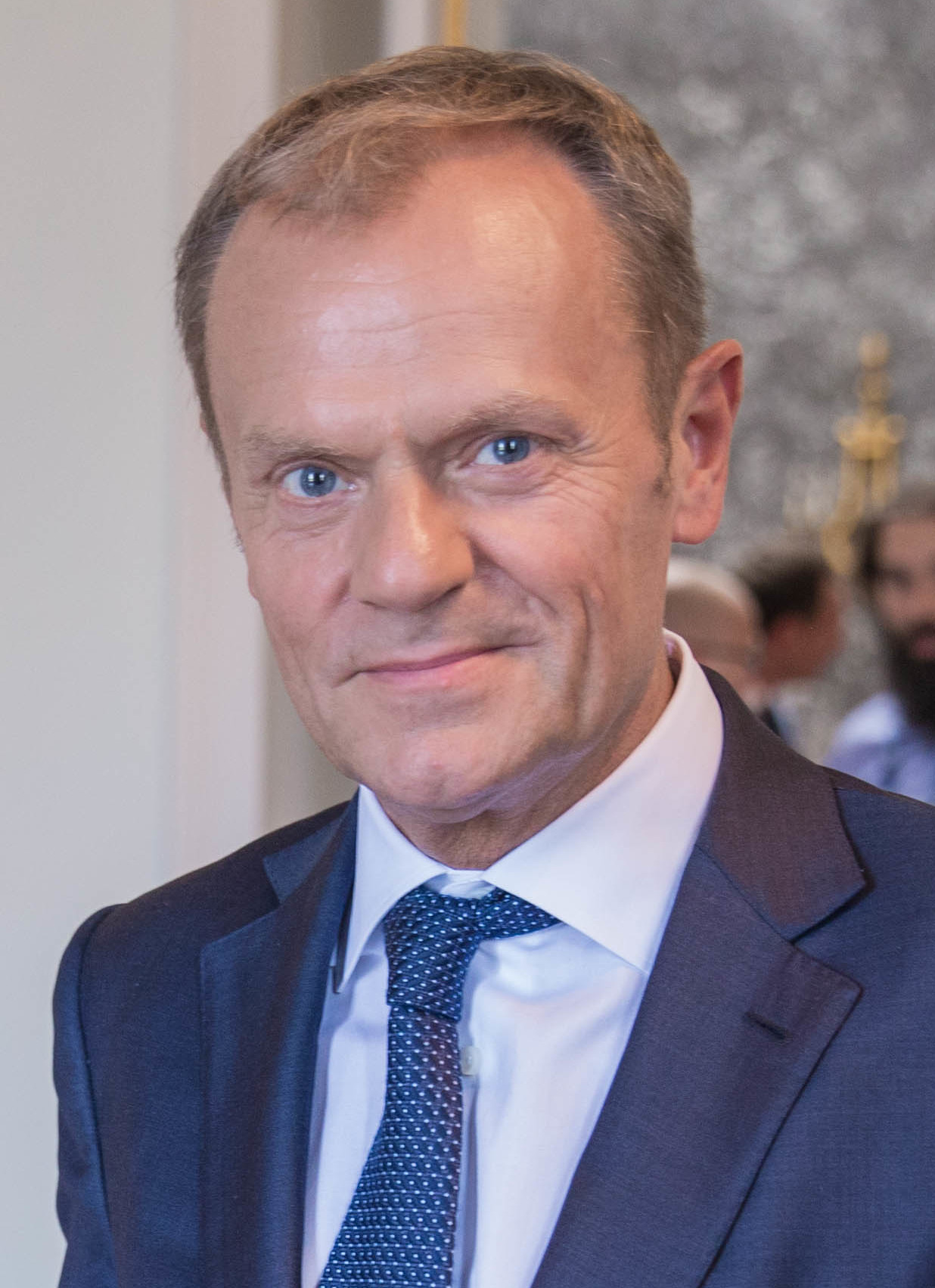
Donald Tusk – premier w latach 2007–2014 i od 2023, przewodniczący Rady Europejskiej (2014–2019), szef EPL, w latach 2003–2014 i od 2021 przewodniczący PO

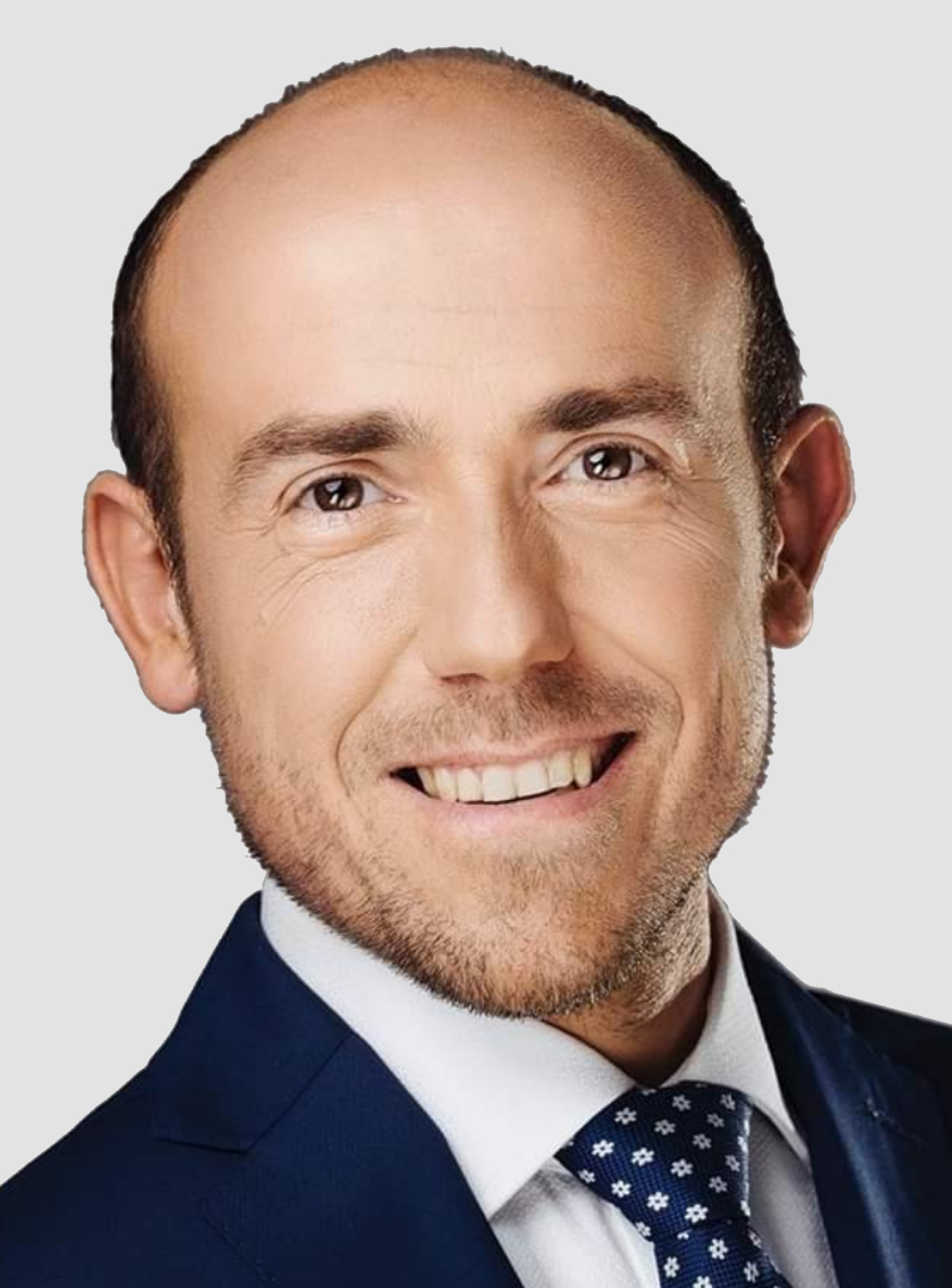
Borys Budka – w latach 2020–2021 przewodniczący PO

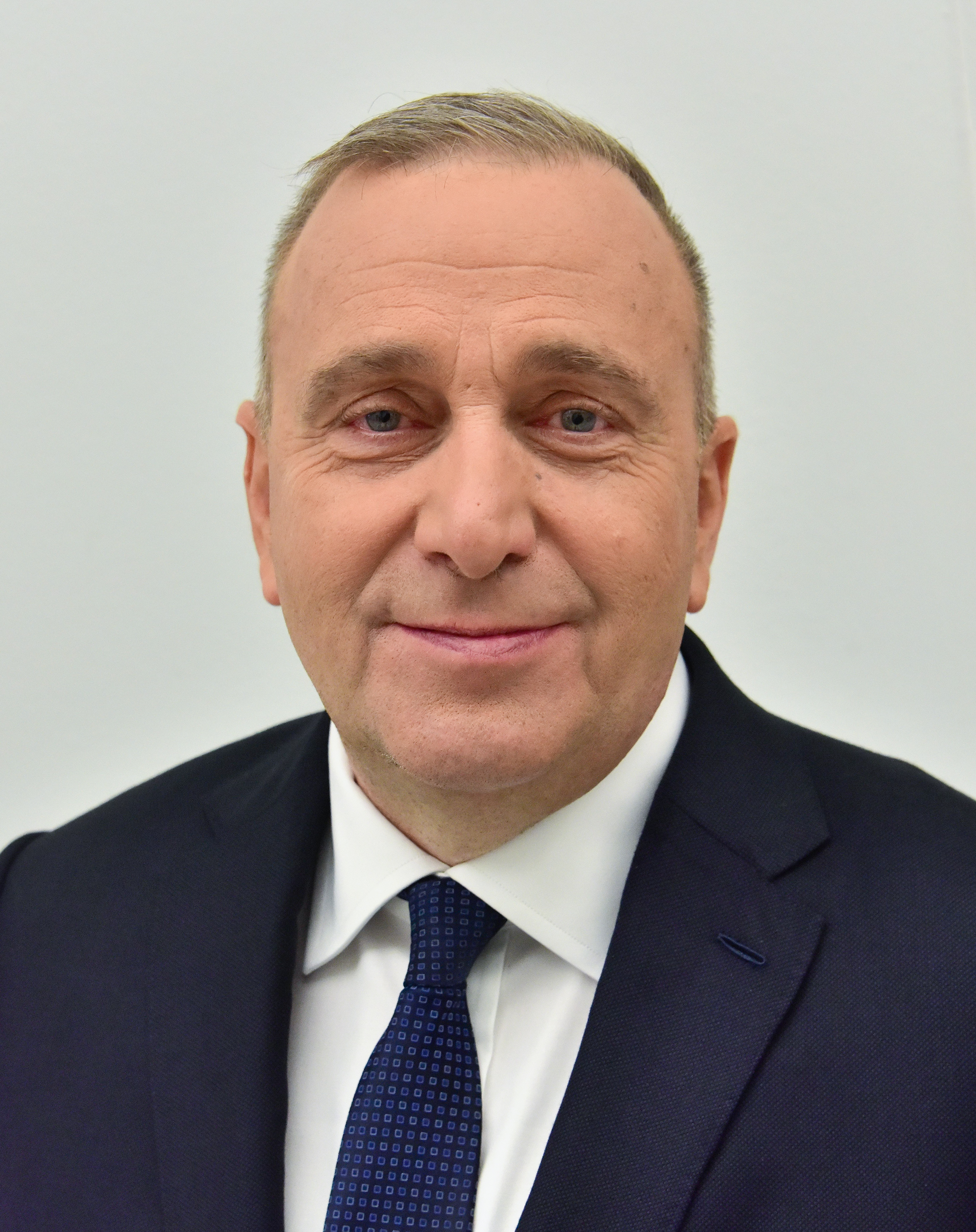
Grzegorz Schetyna – w latach 2016–2020 przewodniczący PO

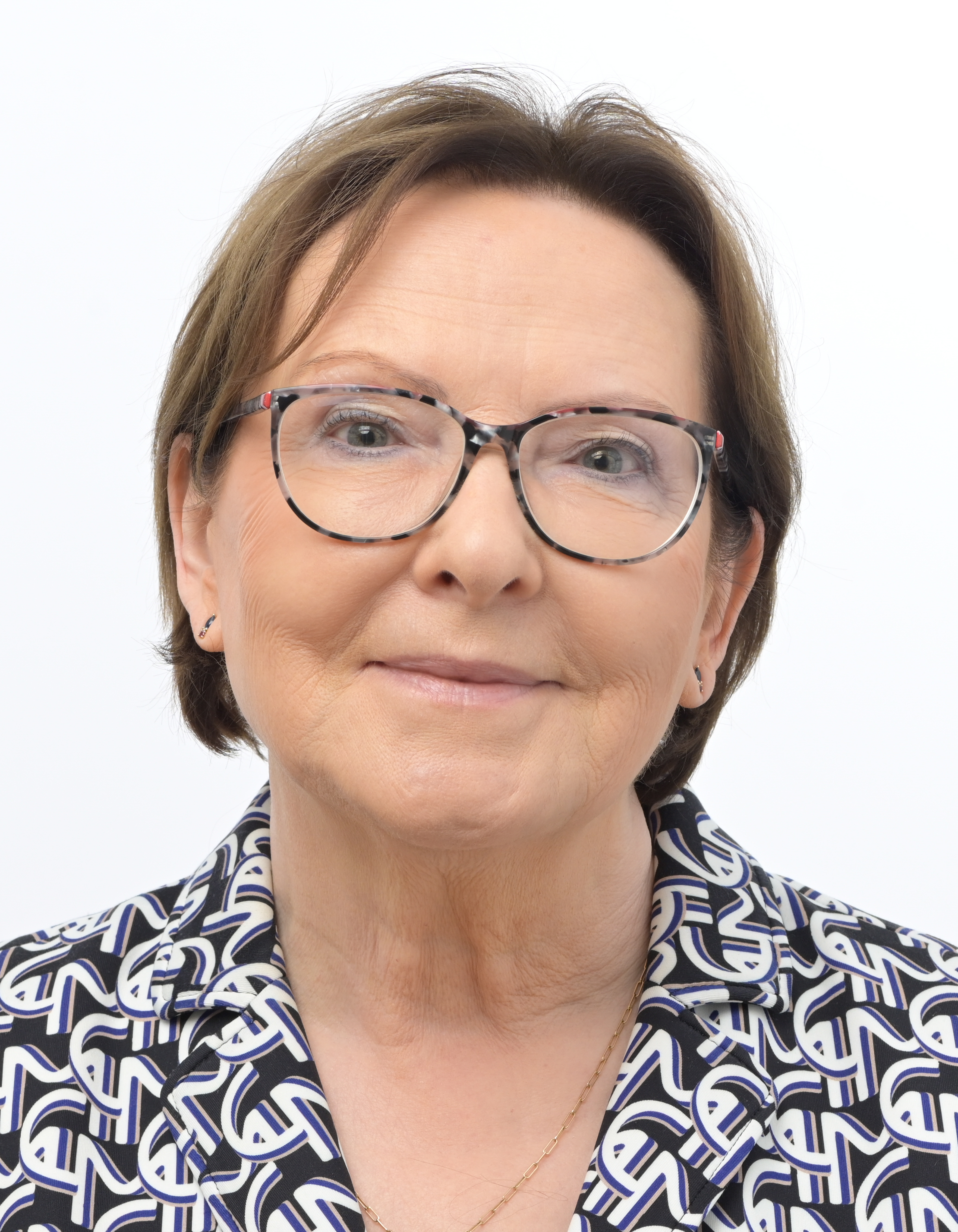
Ewa Kopacz – premier w latach 2014–2015, była p.o. przewodniczącego PO

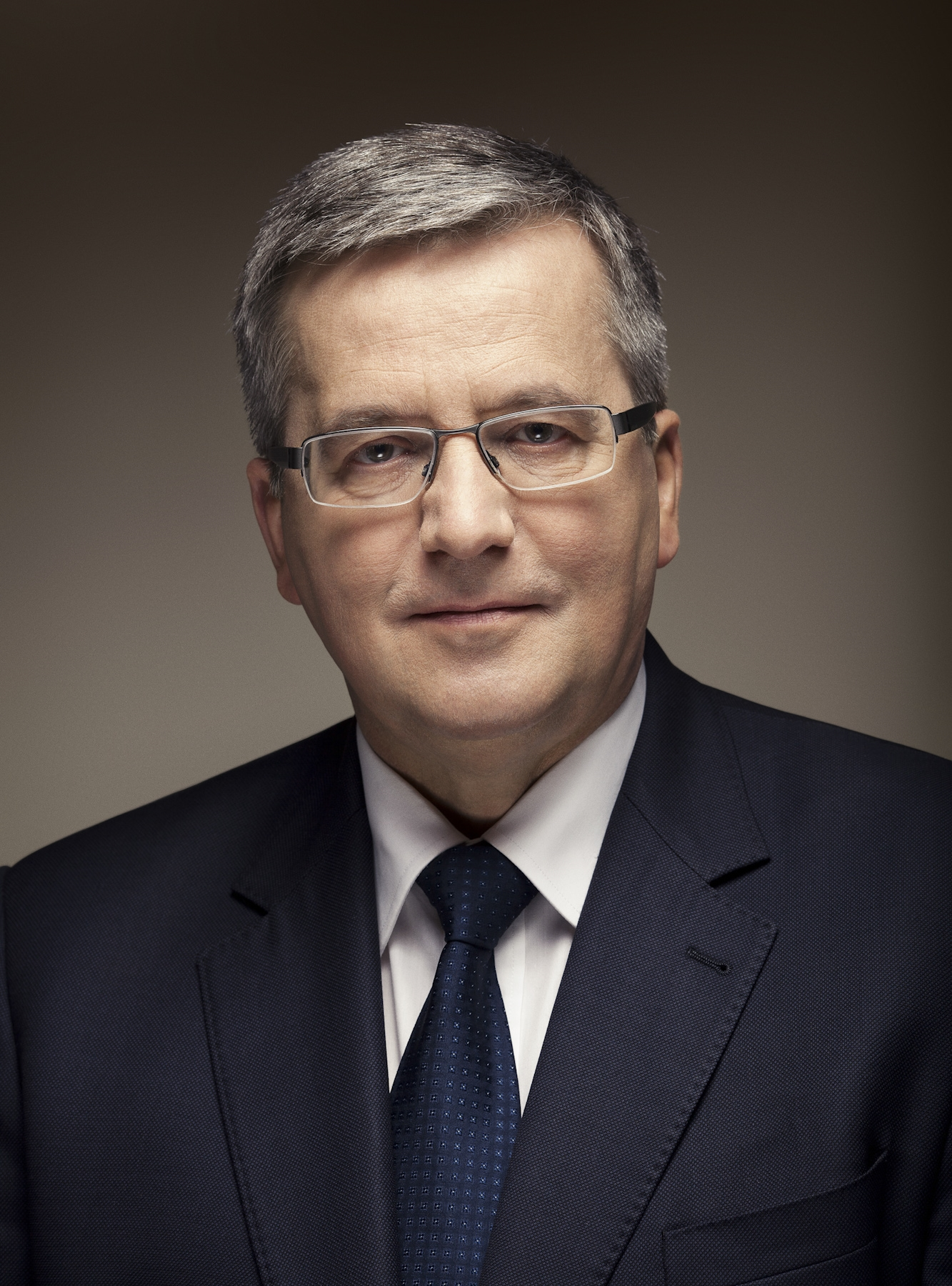
Bronisław Komorowski – prezydent RP w latach 2010–2015 z rekomendacji PO

W Platformie Obywatelskiej działają politycy zaliczani do różnych nurtów głównie centrowych i centroprawicowych. Z PO związało się wielu dawnych działaczy antykomunistycznych: m.in. Bogdan Borusewicz, Arkadiusz Rybicki, Bronisław Komorowski, Jan Rulewski, Andrzej Czuma, Antoni Mężydło czy Stefan Niesiołowski. Od początku członkami ugrupowania pozostaje wielu dawnych działaczy Unii Wolności – szczególnie tych, którzy wcześniej należeli do KLD (Donald Tusk, Janusz Lewandowski, Andrzej Halicki, Grzegorz Schetyna czy Mirosław Drzewiecki), ale również wywodzących się z UD (Adam Szejnfeld czy Iwona Śledzińska-Katarasińska). Do PO przystąpił także szereg polityków związanych wcześniej z SKL: m.in. Paweł Graś, Bronisław Komorowski, Konstanty Miodowicz, Aleksander Grad, Jan Rokita, Zbigniew Chlebowski czy Tomasz Tomczykiewicz. Stopniowo do Platformy napływali także politycy działający wcześniej w RS AWS (np. Marek Biernacki, Jerzy Buzek, Krzysztof Kwiatkowski czy Radosław Sikorski). Z czasem część działaczy wywodzących się z AWS znalazła się poza partią, związali się z nią natomiast niektórzy działacze wywodzący się z ugrupowań lewicowych (m.in. Marek Borowski, Bartosz Arłukowicz, Dariusz Rosati czy Józef Pinior). PO jest postrzegana przez część publicystów jako partia postsolidarnościowa, czyli odwołująca się do tradycji „Solidarności” sprzed 1989.

### Organizacja
W skład władz krajowych partii wchodzi sześć organów:
- Konwencja Krajowa – tworzona przez delegatów regionalnych oraz członków Rady Krajowej, Krajowej Komisji Rewizyjnej i Krajowego Sądu Koleżeńskiego. Konwencja jest najwyższym organem władz Platformy;
- Rada Krajowa – tworzą ją członkowie Zarządu Krajowego, parlamentarzyści PO, deputowani PO do Parlamentu Europejskiego oraz członkowie wybrani przez Rady regionów. Rada Krajowa stanowi najwyższy organ władz partyjnych poza okresem obrad Konwencji Krajowej;
- Przewodniczący – wybierany w głosowaniu wewnętrznym przez członków partii;
- Zarząd Krajowy – przewodniczący, do dziesięciu wiceprzewodniczących, przewodniczący klubu Parlamentarnego Platformy, Sekretarz Generalny, Skarbnik Platformy, przewodniczący regionów, pozostali członkowie wybrani przez Radę Krajową w liczbie do 10, Przewodniczący delegacji Platformy w PE oraz najwyższy rangą członek Prezydium Sejmu RP i Senatu RP;
- Krajowa Komisja Rewizyjna;
- Krajowy Sąd Koleżeński.

Rolą sekretarza generalnego jest nadzór i koordynacja działań partyjnych struktur terenowych. 
Od 2001 organizacją młodzieżową wpisaną do statutu Platformy Obywatelskiej jest Stowarzyszenie „Młodzi Demokraci”, z którym jednak PO w 2022 zerwała umowę stowarzyszeniową, jednocześnie kontynuując współpracę. Część działaczy tego stowarzyszenia wystąpiła z organizacji oraz założyła stowarzyszenie Nowa Generacja Młodych, również współpracujące z PO.

### Zarząd Krajowy PO
Przewodniczący:
- Donald Tusk

Wiceprzewodniczący:
- Bartosz Arłukowicz
- Borys Budka
- Małgorzata Kidawa-Błońska
- Ewa Kopacz
- Izabela Leszczyna
- Dorota Niedziela
- Marzena Okła-Drewnowicz
- Tomasz Siemoniak
- Cezary Tomczyk
- Rafał Trzaskowski

Sekretarz generalny:
- Marcin Kierwiński

Skarbnik i rzecznik prasowy:
- Jan Grabiec (szef Regionu Mazowieckiego)

Przewodniczący Klubu Parlamentarnego KO:
- Zbigniew Konwiński

Szefowie Regionów:
- Andrzej Buła – Region Opolski
- Zdzisław Gawlik – Region Podkarpacki
- Olgierd Geblewicz – Region Zachodniopomorski
- Artur Gierada – Region Świętokrzyski
- Cezary Grabarczyk – Region Łódzki
- Rafał Grupiński – Region Wielkopolski
- Michał Jaros – Region Dolnośląski
- Tomasz Lenz – Region Kujawsko-Pomorski
- Aleksander Miszalski – Region Małopolski
- Jacek Protas – Region Warmińsko-Mazurski
- Wojciech Saługa – Region Śląski
- Waldemar Sługocki – Region Lubuski
- Mieczysław Struk – Region Pomorski
- Krzysztof Truskolaski – Region Podlaski
- Stanisław Żmijan – Region Lubelski

Pozostali członkowie:
- Urszula Augustyn
- Tomasz Grodzki
- Andrzej Halicki
- Robert Kropiwnicki
- Czesław Mroczek
- Sławomir Nitras
- Agnieszka Pomaska

### Instytut Obywatelski
Instytut Obywatelski to think tank polityczny, stanowiący eksperckie zaplecze partii. Instytut jest ośrodkiem badawczo-analitycznym. Prowadzi działalność ekspercką, wydawniczą i edukacyjną. Działa od marca 2010.
Dyrektorzy Instytutu Obywatelskiego:
- 2010–2015: Jarosław Makowski
- 2015: Bartłomiej Sienkiewicz
- 2015–2020: Jarosław Wałęsa
- od 2020: Jarosław Makowski

### Przewodniczący Platformy Obywatelskiej
|      | Portret | Imię i nazwisko   | od                                          | do               |
| ---- | ------- | ----------------- | ------------------------------------------- | ---------------- |
| 1.   |         | Maciej Płażyński  | 18 października 2001                        | 1 czerwca 2003   |
| 2.   |         | Donald Tusk       | 1 czerwca 2003                              | 8 listopada 2014 |
| p.o. |         | Ewa Kopacz        | 8 listopada 2014                            | 26 stycznia 2016 |
| 3.   |         | Grzegorz Schetyna | 26 stycznia 2016                            | 29 stycznia 2020 |
| 4.   |         | Borys Budka       | 29 stycznia 2020                            | 3 lipca 2021     |
| (2.) |         | Donald Tusk       | 3 lipca 2021 (do 23 października 2021 p.o.) | nadal            |

### Przewodniczący Klubu Parlamentarnego
|       | Portret | Imię i nazwisko | od                   | do                  |
| ----- | ------- | --- | -------------------- | ------------------- |
| 1.    |         | Maciej Płażyński                                                                                                   | 18 października 2001 | 9 kwietnia 2003     |
| 2.    |         | Donald Tusk | 9 kwietnia 2003      | 1 czerwca 2003      |
| 3.    |         | Jan Rokita | 1 czerwca 2003       | 5 listopada 2005    |
| (2.)  |         | Donald Tusk | 5 listopada 2005     | 5 grudnia 2006      |
| 4.    |         | Bogdan Zdrojewski                                                                                                  | 5 grudnia 2006       | 5 listopada 2007    |
| 5.    |         | Zbigniew Chlebowski                                                                                                | 5 listopada 2007     | 2 października 2009 |
| p.o.  |         | Grzegorz Dolniak                                                                                                   | 2 października 2009  | 9 października 2009 |
| 6.    |         | Grzegorz Schetyna                                                                                                  | 9 października 2009  | 22 lipca 2010       |
| 7.    |         | Tomasz Tomczykiewicz                                                                                               | 22 lipca 2010        | 7 listopada 2011    |
| 8.    |         | Rafał Grupiński | 8 listopada 2011     | 11 listopada 2015   |
| 9.    |         | Sławomir Neumann Od 5 grudnia 2018 klub PO-Koalicja Obywatelska (od 13 czerwca 2019 wspólny klub PO i Nowoczesnej) | 12 listopada 2015    | 6 października 2019 |
| 10.   |         | Borys Budka Klub KO – PO, Nowoczesna, Inicjatywa Polska, Zieloni                                                   | 12 listopada 2019    | 25 września 2020    |
| 11.   |         | Cezary Tomczyk Klub KO – PO, Nowoczesna, Inicjatywa Polska, Zieloni                                                | 25 września 2020     | 22 lipca 2021       |
| (10.) |         | Borys Budka Klub KO – PO, Nowoczesna, Inicjatywa Polska, Zieloni                                                   | 22 lipca 2021        | 19 grudnia 2023     |
| 12.   |         | Zbigniew Konwiński Klub KO – PO, Nowoczesna, Inicjatywa Polska, Zieloni                                            | 19 grudnia 2023      | nadal               |

## Prezydent i premierzy RP

### Prezydent RPwywodzący się z PO
| Imię i nazwisko      | Zdjęcie | Od              | Do              |
| -------------------- | ------- | --------------- | --------------- |
| Bronisław Komorowski |         | 6 sierpnia 2010 | 6 sierpnia 2015 |

### Prezesi Rady Ministrówreprezentujący PO
| Imię i nazwisko | Zdjęcie | Od                | Do                |
| --------------- | ------- | ----------------- | ----------------- |
| Donald Tusk     |         | 16 listopada 2007 | 22 września 2014  |
| Ewa Kopacz      |         | 22 września 2014  | 16 listopada 2015 |
| Donald Tusk     |         | 13 grudnia 2023   | nadal             |

## Liczba członków
| Rok               | Liczba członków |
| ----------------- | --------------- |
| 2006              | ok. 30 000      |
| 2007              | ok. 28 000      |
| 2008              | ok. 30 000      |
| 2009              | ok. 35 000      |
| marzec 2010       | ok. 46 000      |
| 2011              | ok. 50 000      |
| grudzień 2012     | ok. 40 300      |
| lipiec 2013       | 42 636          |
| 2014              | ok. 40 000      |
| 2017              | ok. 40 000      |
| 26 kwietnia 2018  | ok. 33 500      |
| styczeń 2020      | ok. 32 000      |
| styczeń 2021      | 33 090          |
| 9 grudnia 2022    | 23 727          |
| maj/czerwiec 2023 | 24 497          |

## Poparcie w wyborach

### Wybory parlamentarne
| Wybory | Sejm                                   | Sejm                                   | Sejm                                   | Sejm    | Sejm    | Senat   | Senat   | Rząd     |
| Wybory | Głosy                                  | Głosy                                  | Głosy                                  | Mandaty | Mandaty | Mandaty | Mandaty | Rząd     |
| Wybory | Liczba                                 | %                                      | +/−                                    | Liczba  | +/−     | Liczba  | +/−     | Rząd     |
| ------ | -------------------------------------- | -------------------------------------- | -------------------------------------- | ------- | ------- | ------- | ------- | -------- |
| 2001   | 1 651 099                              | 12,68 (2.)                             | –                                      | 65/460  | –       | –       | –       | Opozycja |
| 2005   | 2 849 259                              | 24,14 (2.)                             | 11,46                                  | 133/460 | 68      | 34/100  | –       | Opozycja |
| 2007   | 6 701 010                              | 41,51 (1.)                             | 17,37                                  | 209/460 | 76      | 60/100  | 26      | Koalicja |
| 2011   | 5 629 773                              | 39,18 (1.)                             | 2,33                                   | 207/460 | 2       | 63/100  | 3       | Koalicja |
| 2015   | 3 661 474                              | 24,09 (2.)                             | 15,09                                  | 138/460 | 69      | 34/100  | 29      | Opozycja |
| 2019   | koalicja z Nowoczesną, iPL i Zielonymi | koalicja z Nowoczesną, iPL i Zielonymi | koalicja z Nowoczesną, iPL i Zielonymi | 111/460 | 27      | 40/100  | 6       | Opozycja |
| 2023   | koalicja z Nowoczesną, iPL i Zielonymi | koalicja z Nowoczesną, iPL i Zielonymi | koalicja z Nowoczesną, iPL i Zielonymi | 126/460 | 15      | 36/100  | 4       | Koalicja |

### Wybory prezydenckie
| Wybory | Kandydat                  | Zdjęcie   | I tura     | I tura     | II tura    | II tura                       | Wynik                           |
| Wybory | Kandydat                  | Zdjęcie   | Głosów     | %          | Głosów     | %                             | Wynik                           |
| ------ | ------------------------- | --------- | ---------- | ---------- | ---------- | ----------------------------- | ------------------------------- |
| 2005   | Donald Tusk               |           | 5 429 666  | 36,33 (1.) | 7 022 319  | 45,96 (2.)                    | Przegrana z Lechem Kaczyńskim   |
| 2010   | Bronisław Komorowski      |           | 6 981 319  | 41,54 (1.) | 8 933 887  | 53,01 (1.)                    | Wygrana z Jarosławem Kaczyńskim |
| 2015   | Bronisław Komorowski*     | 5 031 060 | 33,77 (2.) | 8 112 311  | 48,45 (2.) | Przegrana z Andrzejem Dudą    |                                 |
| 2020   | Małgorzata Kidawa-Błońska |           | –          | –          | –          | –                             | Głosowanie nie odbyło się       |
| 2020   | Rafał Trzaskowski         |           | 5 917 340  | 30,46 (2.) | 10 018 263 | 48,97 (2.)                    | Przegrana z Andrzejem Dudą      |
| 2025   | Rafał Trzaskowski         | 6 147 797 | 31,36 (1.) | 10 237 286 | 49,11 (2.) | Przegrana z Karolem Nawrockim |                                 |

- Poparty przez PO kandydat niezależny.

### Wybory samorządowe
| Wybory | Sejmiki                                | Sejmiki                                | Sejmiki | Sejmiki | Rady powiatów                          | Rady powiatów                          | Rady powiatów                          | Rady powiatów                          | Rady gmin                              | Rady gmin                              | Prezydenci, burmistrzowie, wójtowie    | Prezydenci, burmistrzowie, wójtowie    |
| Wybory | Głosy                                  | Głosy                                  | Mandaty | Mandaty | Głosy                                  | Głosy                                  | Mandaty                                | Mandaty                                | Mandaty                                | Mandaty                                | Mandaty                                | Mandaty                                |
| Wybory | %                                      | +/−                                    | Liczba  | +/−     | %                                      | +/−                                    | Liczba                                 | +/−                                    | Liczba                                 | +/−                                    | Liczba                                 | +/−                                    |
| ------ | -------------------------------------- | -------------------------------------- | ------- | ------- | -------------------------------------- | -------------------------------------- | -------------------------------------- | -------------------------------------- | -------------------------------------- | -------------------------------------- | -------------------------------------- | -------------------------------------- |
| 2002   | koalicja z PiS                         | koalicja z PiS                         | 48/561  | –       | ?                                      | –                                      | 48                                     | –                                      | 160                                    | –                                      | ?                                      | –                                      |
| 2006   | 27,18                                  | –                                      | 186/561 | 138     | 19,76                                  | ?                                      | 779                                    | 731                                    | 1784                                   | 1624                                   | 46                                     | ?                                      |
| 2010   | 30,89                                  | 3,71                                   | 222/561 | 36      | 20,91                                  | 1,15                                   | 1315                                   | 536                                    | 2719                                   | 935                                    | ?                                      | ?                                      |
| 2014   | 26,29                                  | 4,60                                   | 179/555 | 43      | 12,32                                  | 8,59                                   | 758                                    | 557                                    | 1264                                   | 1455                                   | 54                                     | ?                                      |
| 2018   | koalicja z Nowoczesną                  | koalicja z Nowoczesną                  | 154/555 | 25      | koalicja z Nowoczesną                  | koalicja z Nowoczesną                  | koalicja z Nowoczesną                  | koalicja z Nowoczesną                  | koalicja z Nowoczesną                  | koalicja z Nowoczesną                  | koalicja z Nowoczesną                  | koalicja z Nowoczesną                  |
| 2024   | koalicja z Nowoczesną, iPL i Zielonymi | koalicja z Nowoczesną, iPL i Zielonymi | 175/555 | 21      | koalicja z Nowoczesną, iPL i Zielonymi | koalicja z Nowoczesną, iPL i Zielonymi | koalicja z Nowoczesną, iPL i Zielonymi | koalicja z Nowoczesną, iPL i Zielonymi | koalicja z Nowoczesną, iPL i Zielonymi | koalicja z Nowoczesną, iPL i Zielonymi | koalicja z Nowoczesną, iPL i Zielonymi | koalicja z Nowoczesną, iPL i Zielonymi |

### Wybory do Parlamentu Europejskiego
| Wybory | Głosy                                       | Głosy                                       | Głosy                                       | Mandaty | Mandaty |
| Wybory | Liczba                                      | %                                           | +/−                                         | Liczba  | +/−     |
| ------ | ------------------------------------------- | ------------------------------------------- | ------------------------------------------- | ------- | ------- |
| 2004   | 1 467 775                                   | 24,10 (1.)                                  | –                                           | 15/54   | –       |
| 2009   | 3 271 852                                   | 44,43 (1.)                                  | 20,33                                       | 25/50   | 10      |
| 2014   | 2 271 215                                   | 32,13 (1.)                                  | 12,30                                       | 19/51   | 6       |
| 2019   | koalicja z PSL, SLD, Nowoczesną i Zielonymi | koalicja z PSL, SLD, Nowoczesną i Zielonymi | koalicja z PSL, SLD, Nowoczesną i Zielonymi | 14/52   | 5       |
| 2024   | koalicja z Nowoczesną, iPL i Zielonymi      | koalicja z Nowoczesną, iPL i Zielonymi      | koalicja z Nowoczesną, iPL i Zielonymi      | 19/53   | 5       |

### Ostatnie wybory do sejmików województw (2024, mandaty uzyskane przez przedstawicieli PO w ramachKO)
| Sejmik             | Mandaty        | Władza   |
| ------------------ | -------------- | -------- |
| dolnośląski        | 13/36          | Koalicja |
| kujawsko-pomorski  | 13/30          | Koalicja |
| lubelski           | 5/33           | Opozycja |
| lubuski            | 13/30          | Koalicja |
| łódzki             | 8/33           | Koalicja |
| małopolski         | 12/39          | Opozycja |
| mazowiecki         | 19/51          | Koalicja |
| opolski            | 12/30          | Koalicja |
| podkarpacki        | 4/33           | Opozycja |
| podlaski           | 7/30           | Koalicja |
| pomorski           | 15/33          | Koalicja |
| śląski             | 15/45          | Koalicja |
| świętokrzyski      | 5/30           | Opozycja |
| warmińsko-mazurski | 8/30           | Koalicja |
| wielkopolski       | 15/39          | Koalicja |
| zachodniopomorski  | 11/30          | Koalicja |
| Mandaty ogółem     | Mandaty ogółem | 175/552  |

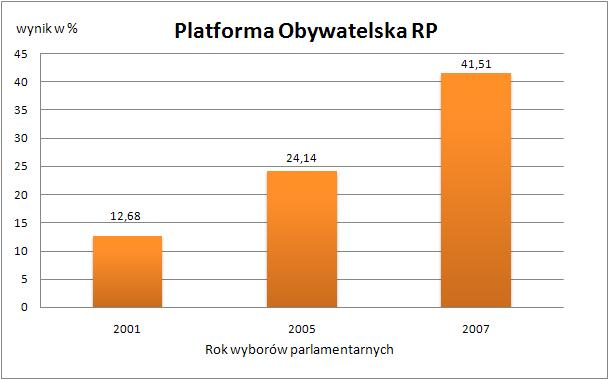
Wyniki Platformy Obywatelskiej w wyborach
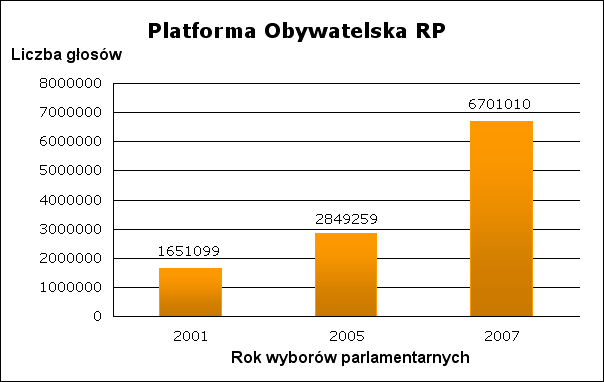
Liczba głosów w poszczególnych wyborach
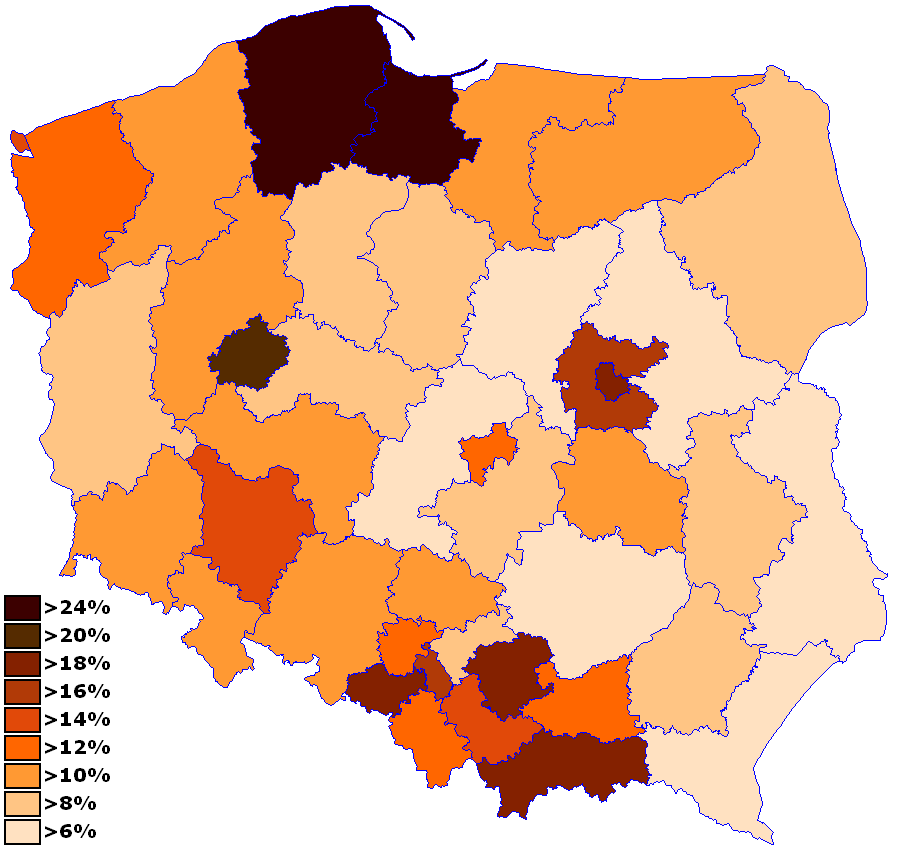
Poparcie dla PO w wyborach w 2001 w poszczególnych okręgach
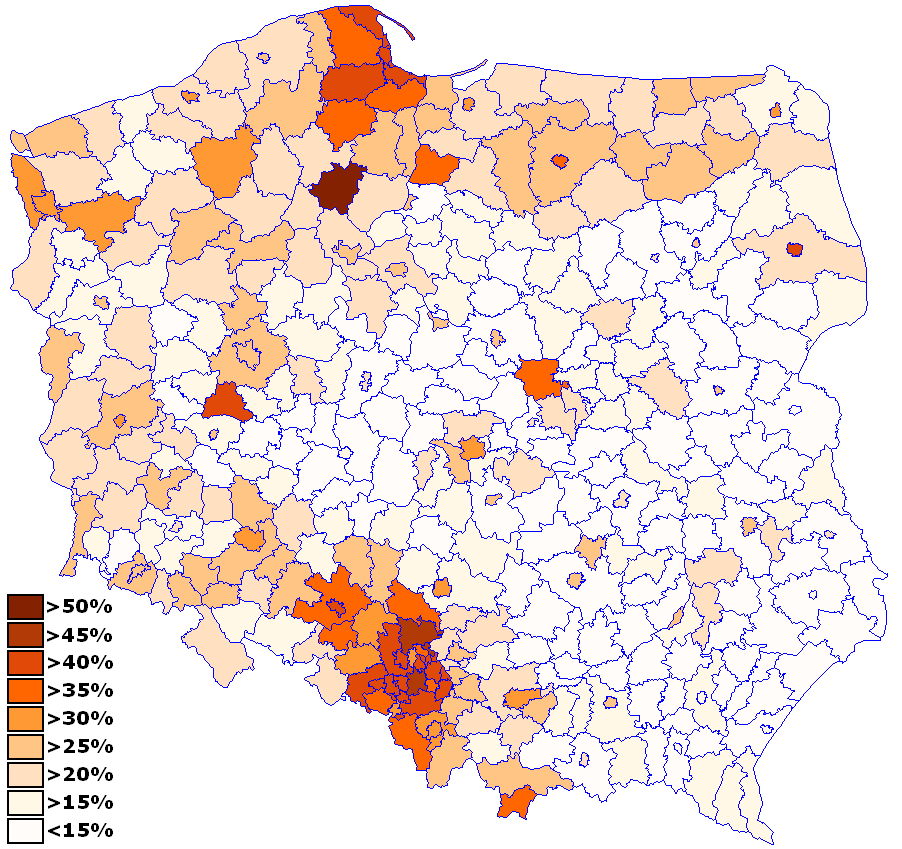
Poparcie dla PO w wyborach do Parlamentu Europejskiego w 2004 w poszczególnych powiatach
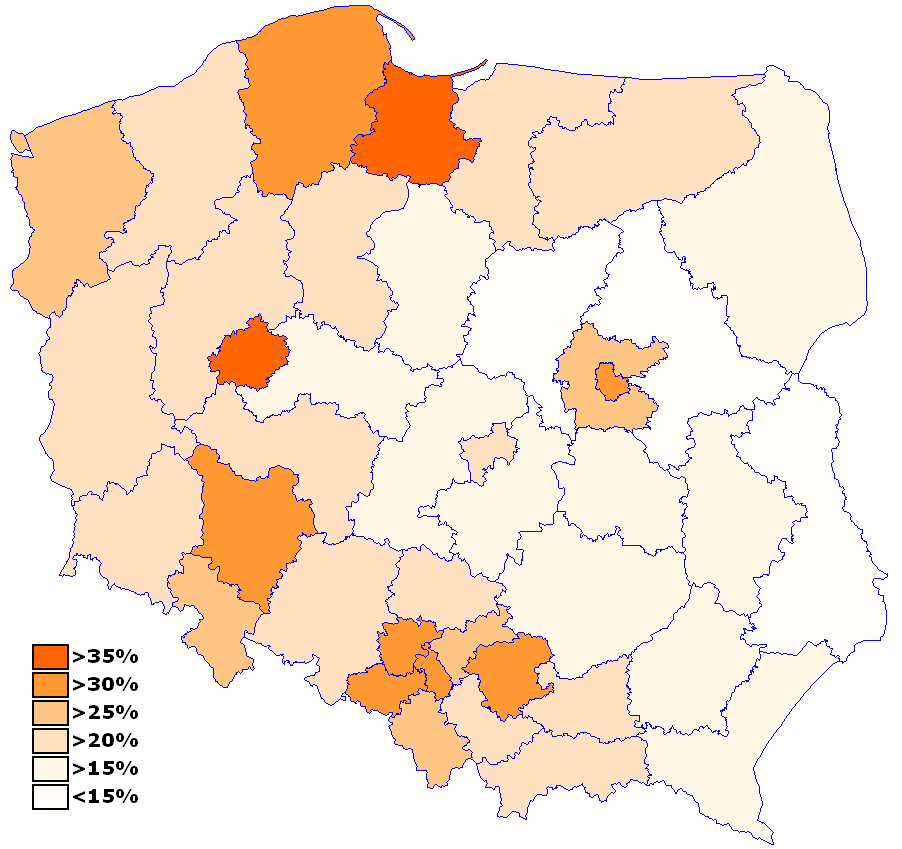
Poparcie dla PO w wyborach w 2005 w poszczególnych okręgach
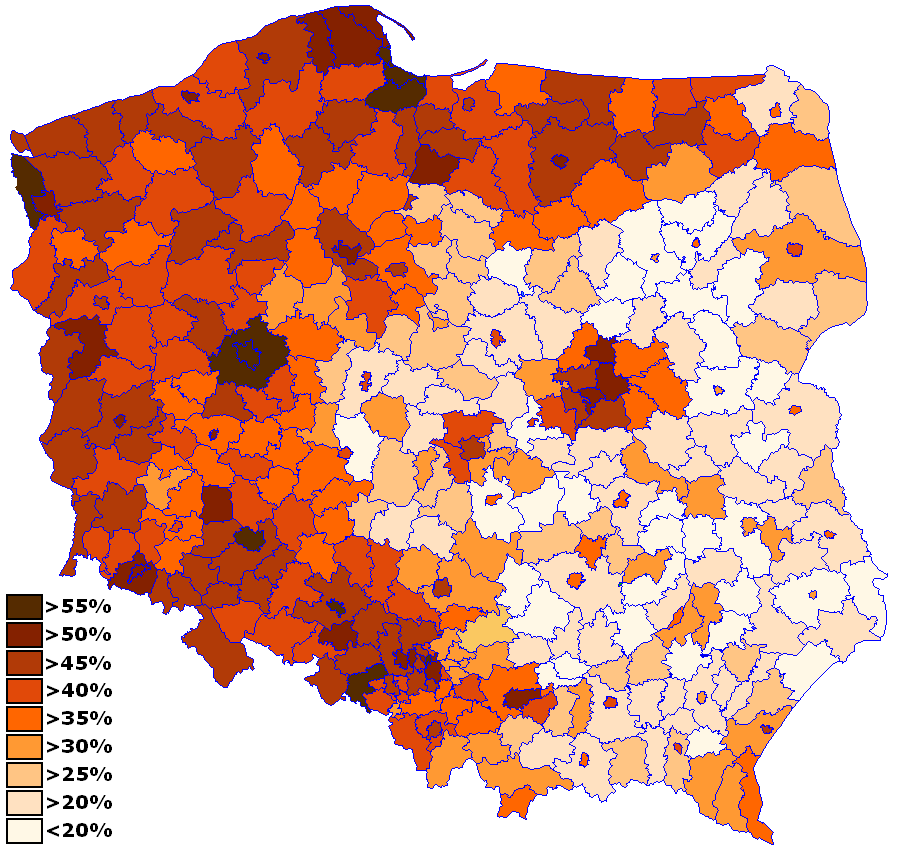
Poparcie dla PO w wyborach w 2007 w poszczególnych powiatach
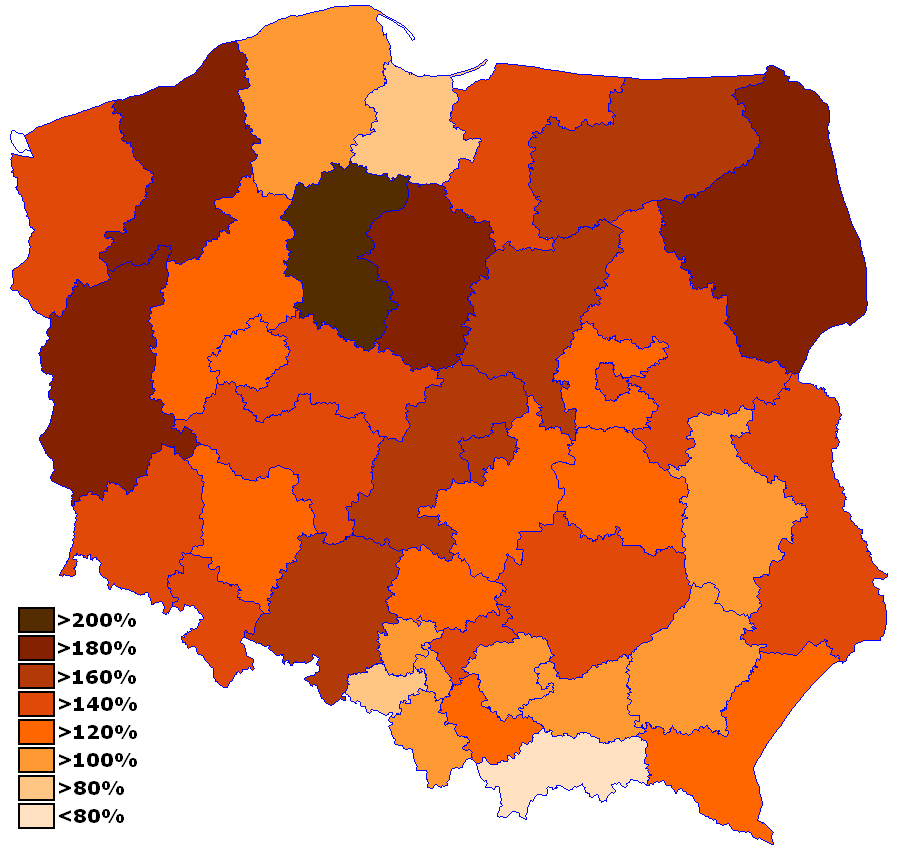
Wzrost bezwzględnej liczby głosów oddanych na PO w wyborach 2007 w porównaniu z wyborami 2005
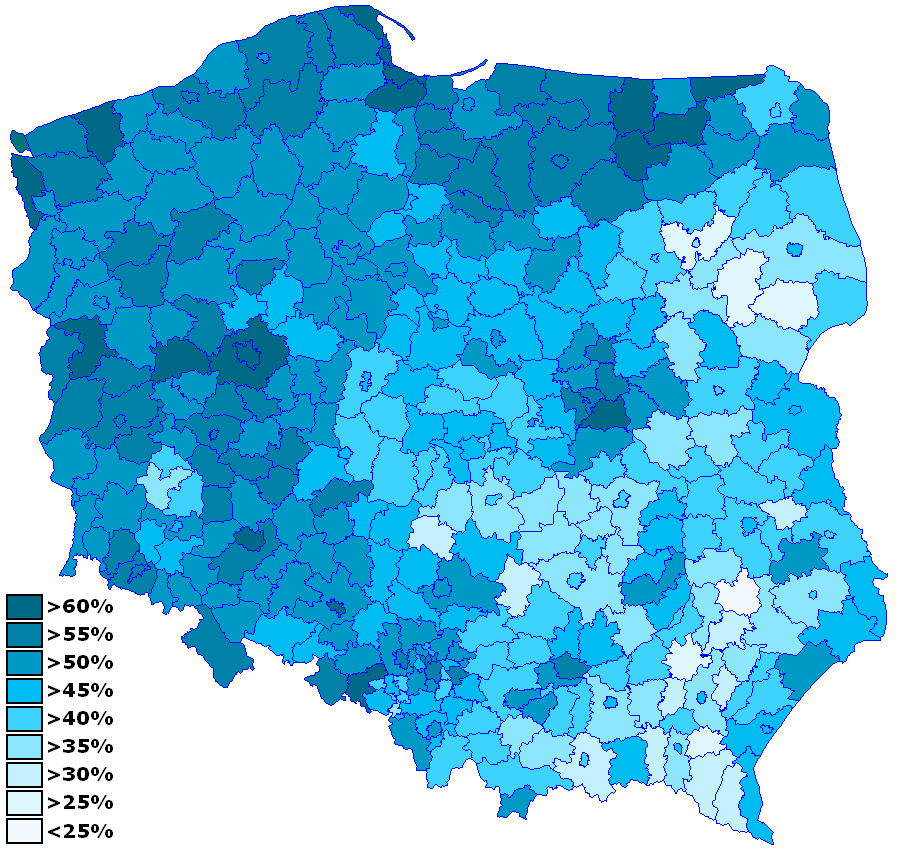
Głosy oddane na PO i PSL w poszczególnych powiatach w 2007
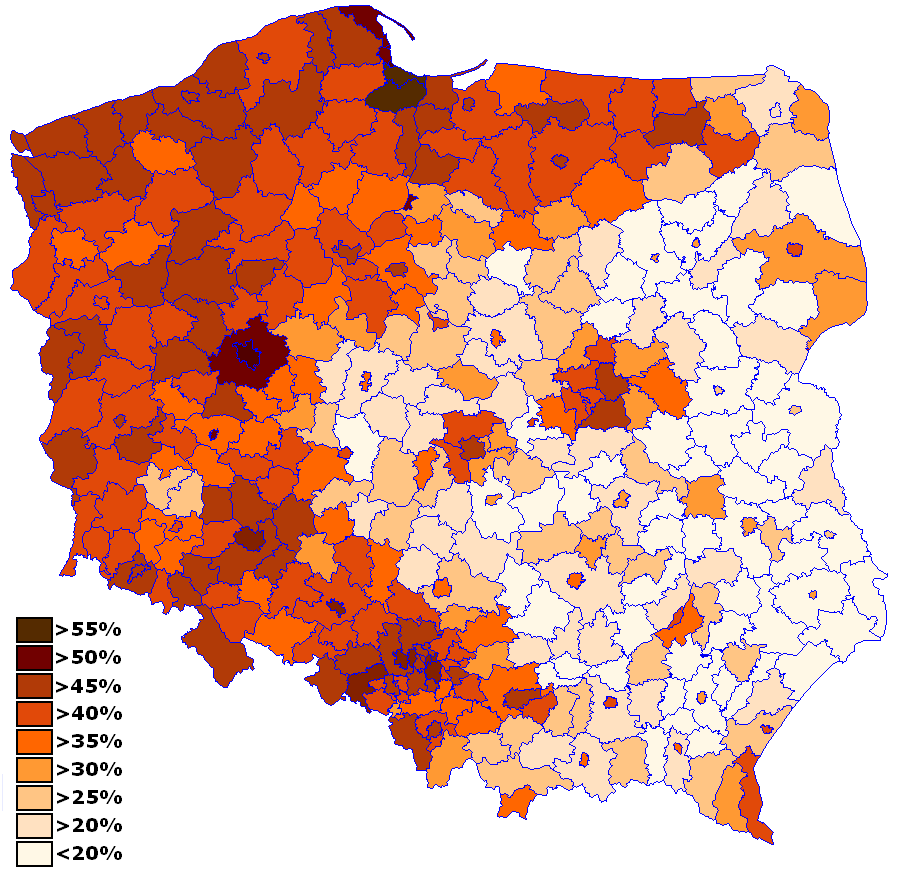
Poparcie dla PO w wyborach w 2011 w poszczególnych powiatach

## Aktualni przedstawiciele w samorządzie

### Marszałkowie województw
| Marszałek           | Województwo         | Data powołania       |
| ------------------- | ------------------- | -------------------- |
| Piotr Całbecki      | kujawsko-pomorskie  | 24 listopada 2006    |
| Marcin Jabłoński    | lubuskie            | 13 października 2023 |
| Joanna Skrzydlewska | łódzkie             | 11 czerwca 2024      |
| Szymon Ogłaza       | opolskie            | 12 czerwca 2024      |
| Łukasz Prokorym     | podlaskie           | 7 maja 2024          |
| Mieczysław Struk    | pomorskie           | 22 lutego 2010       |
| Wojciech Saługa     | śląskie             | 6 maja 2024          |
| Marcin Kuchciński   | warmińsko-mazurskie | 7 listopada 2023     |
| Marek Woźniak       | wielkopolskie       | 10 października 2005 |
| Olgierd Geblewicz   | zachodniopomorskie  | 7 grudnia 2010       |

### Prezydenci miast
| Prezydent miasta          | Miasto               | Data powołania    |
| ------------------------- | -------------------- | ----------------- |
| Michał Litwiniuk          | Biała Podlaska       | 20 listopada 2018 |
| Jarosław Klimaszewski     | Bielsko-Biała        | 21 listopada 2018 |
| Rafał Bruski              | Bydgoszcz            | 14 grudnia 2010   |
| Michał Missan             | Elbląg               | 6 maja 2024       |
| Katarzyna Kuczyńska-Budka | Gliwice              | 7 maja 2024       |
| Michał Powałowski         | Gniezno              | 6 maja 2024       |
| Jerzy Łużniak             | Jelenia Góra         | 20 listopada 2018 |
| Agata Wojda               | Kielce               | 7 maja 2024       |
| Anna Mieczkowska          | Kołobrzeg            | 19 listopada 2018 |
| Piotr Korytkowski         | Konin                | 21 listopada 2018 |
| Tomasz Sobieraj           | Koszalin             | 7 maja 2024       |
| Aleksander Miszalski      | Kraków               | 7 maja 2024       |
| Maciej Kupaj              | Legnica              | 7 maja 2024       |
| Grzegorz Rusiecki         | Leszno               | 2 maja 2024       |
| Krzysztof Żuk             | Lublin               | 13 grudnia 2010   |
| Hanna Zdanowska           | Łódź                 | 13 grudnia 2010   |
| Robert Szewczyk           | Olsztyn              | 7 maja 2024       |
| Janusz Chwierut           | Oświęcim             | 11 lipca 2011     |
| Beata Dudzińska           | Piła                 | 11 stycznia 2024  |
| Juliusz Wiernicki         | Piotrków Trybunalski | 7 maja 2024       |
| Andrzej Nowakowski        | Płock                | 13 grudnia 2010   |
| Jacek Jaśkowiak           | Poznań               | 8 grudnia 2014    |
| Piotr Bąk                 | Pruszków             | 6 maja 2024       |
| Radosław Witkowski        | Radom                | 9 grudnia 2014    |
| Piotr Kuczera             | Rybnik               | 8 grudnia 2014    |
| Arkadiusz Chęciński       | Sosnowiec            | 7 grudnia 2014    |
| Paweł Gulewski            | Toruń                | 7 maja 2024       |
| Maciej Gramatyka          | Tychy                | 5 stycznia 2024   |
| Roman Szełemej            | Wałbrzych            | 26 maja 2011      |
| Rafał Trzaskowski         | Warszawa             | 22 listopada 2018 |
| Mieczysław Kieca          | Wodzisław Śląski     | 5 grudnia 2006    |
| Anna Nemś                 | Zawiercie            | 7 maja 2024       |
| Konrad Pokora             | Zduńska Wola         | 19 listopada 2018 |
| Marcin Pabierowski        | Zielona Góra         | 7 maja 2024       |